# Long Island Rail Road

Logo der MTA Long Island Rail Road

Long Island Rail Road (abgekürzt LIRR, gesprochen auch „L-I-double-R“) ist ein Eisenbahnunternehmen im Bundesstaat New York der Vereinigten Staaten. Es betreibt im Ballungsraum New York zwischen New York City und dessen östlichen Vororten auf der Insel Long Island ein Streckennetz, das es mit eigenen Vorortzügen hauptsächlich für Pendler in die Geschäftszentren New Yorks befährt.

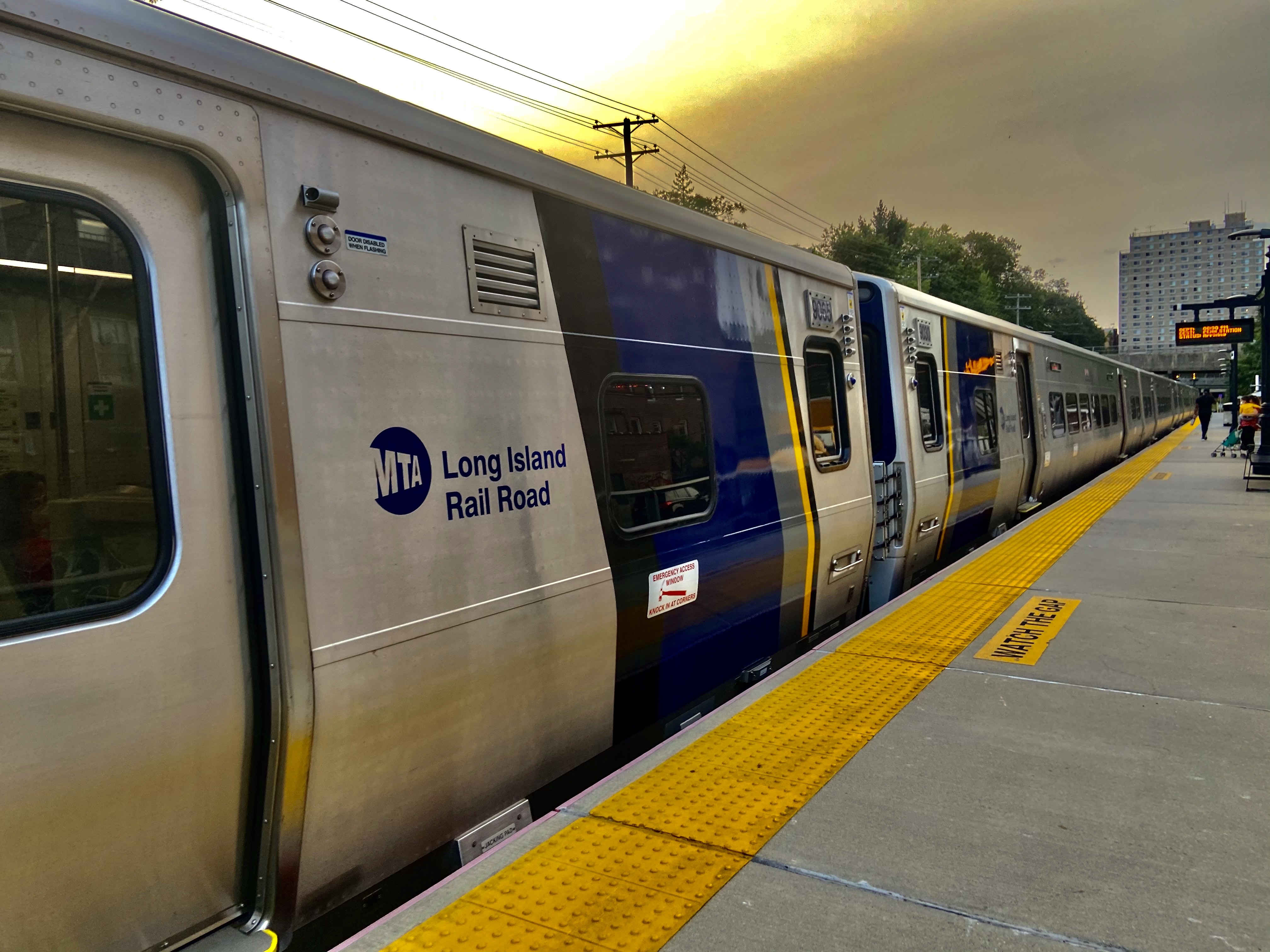
Triebwagenzug der Long Island Rail Road im New Yorker Bahnhof Kew Gardens

Das Netz der LIRR mit drei Hauptstrecken und elf Teil- und Zweigabschnitten hat eine Gleislänge von 956 km (594 Miles). Es bestehen 126 Zugangsstellen des Personenverkehrs. Güterverkehr wird auf dem LIRR-Netz durch die New York and Atlantic Railway als Franchisenehmer erbracht.
Es ist das meistgenutzte Personennahverkehrsnetz Nordamerikas. Im Jahr 2017 wurden 89,4 Millionen Fahrgäste befördert; an Wochentagen jeweils durchschnittlich 311.100 Passagiere. Nach dem deutlichen Rückgang der Fahrgastzahlen infolge der COVID-19-Pandemie ab 2020 wurden 227.000 Fahrgäste am 30. Mai 2023 gezählt.
The Long Island Rail Road Company wurde 1834 gegründet und ist das älteste Eisenbahnunternehmen in den Vereinigten Staaten, das seit seiner Gründung durchgehend unter gleichem Namen operiert. Es befindet sich in öffentlichem Eigentum der Metropolitan Transportation Authority und verkehrt unter dem Markennamen MTA Long Island Rail Road.:42 Die LIRR hatte 2021 am Jahresende 6983 Beschäftigte.:31 Präsidentin des Unternehmens war von 2022 bis 2023 geschäftsführend Catherine Rinaldi, die seit 2018 die MTA Metro-North Railroad leitet.

## Streckennetz

Streckennetz der LIRR. Rot: Personenverkehr, Orange: nur Güterverkehr, Grau: ehemalige Strecke, Gelb hinterlegt: elektrifiziert. (Strecke nach Grand Central Madison ist nicht eingezeichnet)

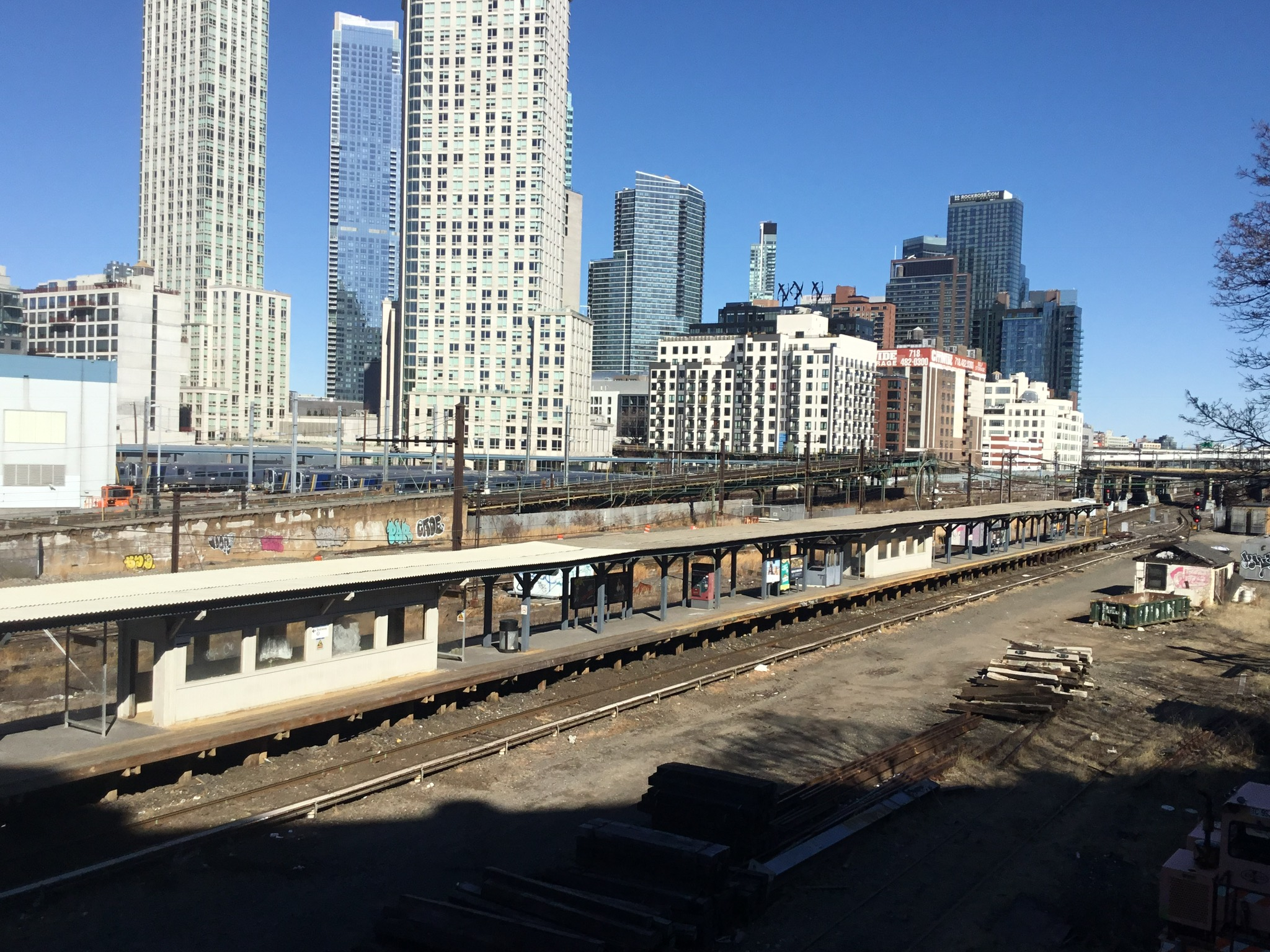
Bahnhof Hunterspoint Avenue in Long Island City (2023). Dahinter erhebt sich die Rampe der U-Bahn-Linie 7 aus dem Steinway-Tunnel. Links angeschnitten eine Halle der LIRR-Werkstatt Arch Street Shop.

Das verzweigte Netz der LIRR läuft an mehreren Knotenpunkten zusammen. Zwei Hauptstrecken verlaufen der Länge nach auf der Insel Long Island bis zu deren zwei östlichen Ausläufern:
- Die Hauptstrecke LIRR Main Line mittig von Long Island City bis Greenport auf dem nördlichen Ausläufer, der North Fork
- Die LIRR Montauk Branch nach Montauk auf dem südlichen Ausläufer, der South Fork mit den Hamptons

An einem Teil der Nordküste verläuft außerdem die von der LIRR Main Line abzweigende Port Jefferson Branch nach Port Jefferson.
Jamaica Station ist der Verkehrsknoten im Osten New York Citys und bietet mit dem AirTrain JFK eine Anbindung an den Flughafen New York-John-F.-Kennedy.
Von Jamaica nach Westen fahren Züge auf vier Strecken, wobei eine fünfte östliche Zweigstrecke von Port Washington hinzukommt und nicht Jamaica Station erreicht.
Die beiden Verbindungen nach Midtown Manhattan haben hervorgehobene Bedeutung: Die Verbindung zur New York Pennsylvania Station auf der West Side bietet Anschluss an den Fernverkehr der Amtrak auf dem Northeast Corridor sowie das Netz der New Jersey Transit. Die Verbindung zum Tiefbahnhof Grand Central Madison unter dem Grand Central Terminal in Midtown East bietet Umsteigemöglichkeiten zur Metro-North Railroad und der New York City Subway.
Ein weiterer Endbahnhof befindet sich im New Yorker Stadtbezirk Brooklyn, zwei in Queens: Das Atlantic Terminal in Fort Greene nahe Downtown Brooklyn wird jeden Tag außer spät nachts bedient; es trug bis zum Jahr 2010 den Namen Flatbush Avenue. Geringere Bedeutung haben Hunterspoint Avenue und Long Island City Terminal in Long Island City, die beide nur im Berufsverkehr an Werktagen bedient werden.
Die Strecken verzweigen sich in bis zu elf Äste. Die elektrifizierten Strecken werden hauptsächlich mit Triebwagen befahren. Für die Bedienung der weiter entfernten Strecken werden mit Diesel- oder Zweikraftlokomotiven bespannte Züge eingesetzt. In Manhattan setzt die Long Island Rail Road nur elektrische Triebfahrzeuge ein, so dass die Reisenden von entfernter liegenden Orten kommend entweder umsteigen oder die mit Zweikraftlokomotiven bespannten Direktzüge nutzen müssen, um Manhattans Penn Station direkt zu erreichen. Die Tunnelverbindung East Side Access nach Grand Central Madison ist nur mit elektrischen Triebwagen zu befahren.

## Linien

Liniennetz der Long Island Rail Road

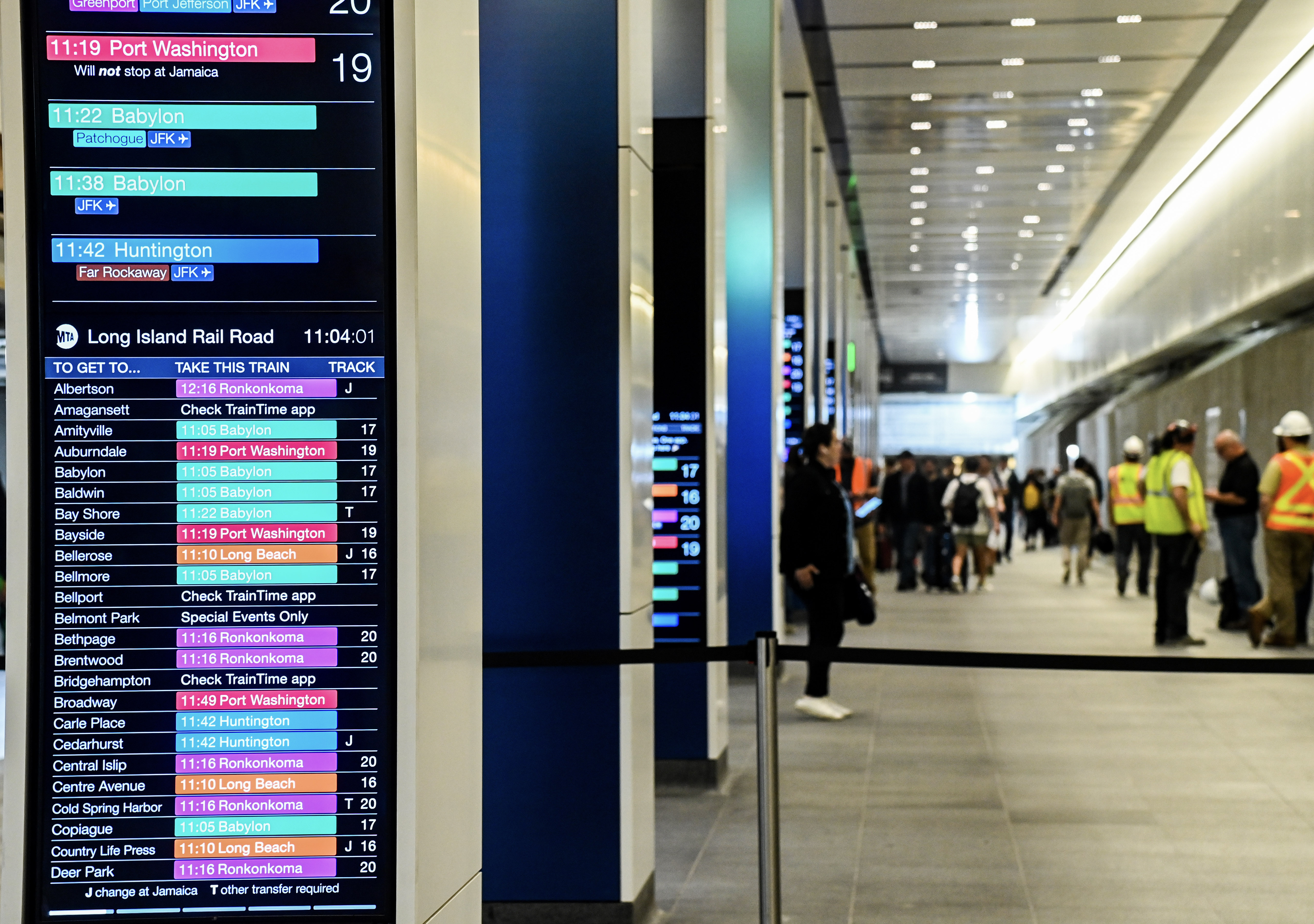
Fahrgastinformationssystem in der Penn Station (2022)

Die Long Island Rail Road benennt 11 Verkehrslinien, die sich aus den Bezeichnungen der hauptsächlich befahrenen Strecken bzw. dem Zielort ableiten.:15 Jede dieser Linien hat eine eigene Kennfarbe, die durchgängig bei der Fahrgastinformation verwendet wird.
 City Terminal Zone  Die „City Terminal Zone“ umfasst die Bahnhöfe an den vier Strecken zu den Endbahnhöfen in New York City westlich von Jamaica Station, aber nicht die der Port Washington Branch.
|                                                   | Terminals                                        | Linienweg                                                                           | Strecken                                                                              | Anmerkung |
| ------------------------------------------------- | ------------------------------------------------ | ----------------------------------------------------------------------------------- | ------------------------------------------------------------------------------------- | --- |
| Babylon Branch                                    | Penn Station, Grand Central                      | Jamaica – Valley Stream – Babylon                                                   | LIRR Main Line, LIRR Montauk Branch                                                   | „Babylon Branch“ bedient elektrifizierten Teil der LIRR Montauk Branch bis Babylon. Fahrten bis Speonk bzw. Montauk verkehren als „Montauk Branch“.               |
| Far Rockaway Branch                               | Penn Station, Grand Central                      | Jamaica – Valley Stream – Far Rockaway                                              | LIRR Main Line, LIRR Atlantic Branch, LIRR Far Rockaway Branch                        | |
| Hempstead Branch                                  | Penn Station, Grand Central, Atlantic Terminal   | Jamaica – Floral Park – Hempstead                                                   | LIRR Main Line, LIRR Atlantic Branch, LIRR Hempstead Branch                           | Einzelne Fahrten bedienen Atlantic Terminal |
| Long Beach Branch                                 | Penn Station, Grand Central                      | Jamaica – Lynbrook – Long Beach                                                     | LIRR Main Line, LIRR Atlantic Branch, LIRR Long Beach Branch                          | |
| Montauk Branch                                    | Penn Station, Grand Central, Hunterspoint Avenue | Jamaica – Bethpage – Babylon – Speonk – Montauk                                     | LIRR Main Line, LIRR Central Branch, LIRR Montauk Branch                              | Einzelne Fahrten beginnen oder enden Hunterspoint Avenue. Fahrten bis Babylon verkehren als „Babylon Branch“.                                                     |
| Oyster Bay Branch                                 | Hunterspoint Avenue, Long Island City            | Jamaica – Mineola – Oyster Bay                                                      | LIRR Main Line, LIRR Oyster Bay Branch                                                | Die meisten Fahrten beginnen und enden Jamaica Station, im Berufsverkehr Hunterspoint Avenue bzw. Long Island City. Werktags eine Fahrt durchgängig Penn Station. |
| Port Jefferson Branch                             | Penn Station, Grand Central, Hunterspoint Avenue | Jamaica – Mineola – Hicksville – Huntington – Port Jefferson                        | LIRR Main Line, LIRR Port Jefferson Branch                                            | Fahrten auf elektrifiziertem Abschnitt bis Huntington heißen „Huntington Branch“                                                                                  |
| Port Washington Branch                            | Penn Station, Grand Central                      | Woodside – Mets–Willets Point – Flushing–Main Street – Great Neck – Port Washington | LIRR Main Line, LIRR Port Washington Branch                                           | Zweigt zwischen Woodside und Forest Hills von der LIRR Main Line ab, bedient daher als einzige Linie der LIRR nicht Jamaica Station                               |
| Ronkonkoma Branch                                 | Penn Station, Grand Central                      | Jamaica – Mineola – Hicksville – Bethpage – Ronkonkoma                              | LIRR Main Line                                                                        | Fahrten bis Greenport verkehren als „Greenport Branch“ |
| West Hempstead Branch                             | Penn Station, Grand Central, Atlantic Terminal   | Jamaica – St. Albans – West Hempstead                                               | LIRR Main Line, LIRR Atlantic Branch, LIRR Montauk Branch, LIRR West Hempstead Branch | |
| Stand Fahrplan September 2023 und Linienplan 2023 |                                                  |                                                                                     |                                                                                       | |

Als die am stärksten genutzten Linien nennt die MTA im Jahr 2023 Huntington, Babylon, Ronkonkoma und Port Washington Branch.
Der Cannonball ist eine Express-Zugleistung, die im Sommer an Freitagen und vor Feiertagen mit drei Stunden Fahrzeit von New Yorks Penn Station nach Montauk fährt, um Wochenendaufenthalte in den Hamptons zu begünstigen.

## Geschichte

### Als kürzeste Verbindung nach Boston
Die am 25. April 1832 gegründete Brooklyn and Jamaica Railroad (B&J) eröffnete am 18. April 1836 die erste Bahnstrecke auf Long Island, die etwa 16 km weit von South Ferry in Brooklyn nach Jamaica in Queens führte. Schon vor Fertigstellung der Strecke begann der bei der B&J beschäftigte Bauingenieur David Bates Douglass mit der Planung einer Fortführung an das Ostende der Insel, um durch die Kombination von Bahn- und Fährverbindungen über den Long Island Sound die Reisezeit zwischen New York und Boston zu verkürzen. Douglass und seine Finanziers gründeten dazu am 24. April 1834 die Long Island Rail Road, die die B&J-Strecke ab 1. Dezember 1836 (rückwirkend ab dem Tag ihrer Eröffnung) pachtete und im April 1836 mit dem Bau einer rund 140 km langen Strecke nach Greenport begann. Diese wurde schrittweise bis 27. Juli 1844 eröffnet; die durchgehende Verbindung bis Boston unter Einbindung von Fährschiffen aus Cornelius Vanderbilts Flotte am 9. August 1844.
Konkurrierende kombinierte Schiffs- und Bahnverbindungen führten dazu, dass das ursprüngliche Geschäftsmodell der Long Island Rail Road schon nach wenigen Jahren nicht mehr tragfähig war. Die New York and New Haven Railroad eröffnete am 27. Dezember 1848 ihre Hauptstrecke, die als durchgehende Schienenverbindung auf dem Festlandweg entlang der Nordküste des Long Island Sound zwischen New York und Boston wesentlich attraktiver war. Diese Bahngesellschaft wurde 1872 Teil der New York, New Haven and Hartford Railroad.
Die im damals dünn besiedelten Zentrum von Long Island gebaute Strecke nach Greenport hatte kaum lokales Verkehrsaufkommen. Die Long Island Rail Road meldete daher am 4. März 1850 Insolvenz an, konnte die Insolvenzverwaltung jedoch Anfang 1851 wieder beenden.
In den folgenden Jahrzehnten wuchs das Streckennetz durch den Bau von Zweiglinien und die Übernahme benachbarter Eisenbahngesellschaften. Conrad Poppenhusen, Eigentümer mehrerer dieser Mitbewerber, erwarb Anfang 1876 die Anteilsmehrheit an der Long Island Rail Road und übernahm die Firmenleitung. Diese Zeit wirtschaftlicher Schwäche führte auch zu Sicherheitsproblemen und die Long Island Rail Road hatte einen schlechten Ruf wegen einer Reihe schwerer Eisenbahnunfälle. 1880 kaufte Austin Corbin das Unternehmen. Durch die Investitionen von Poppenhusen und Corbin sowie den Zusammenschluss mit anderen Bahngesellschaften der beiden Investoren erreichte die Long Island Rail Road bis Ende des 19. Jahrhunderts im Wesentlichen ihre heutige geographische Ausdehnung.

### Unternehmen der Pennsylvania Railroad

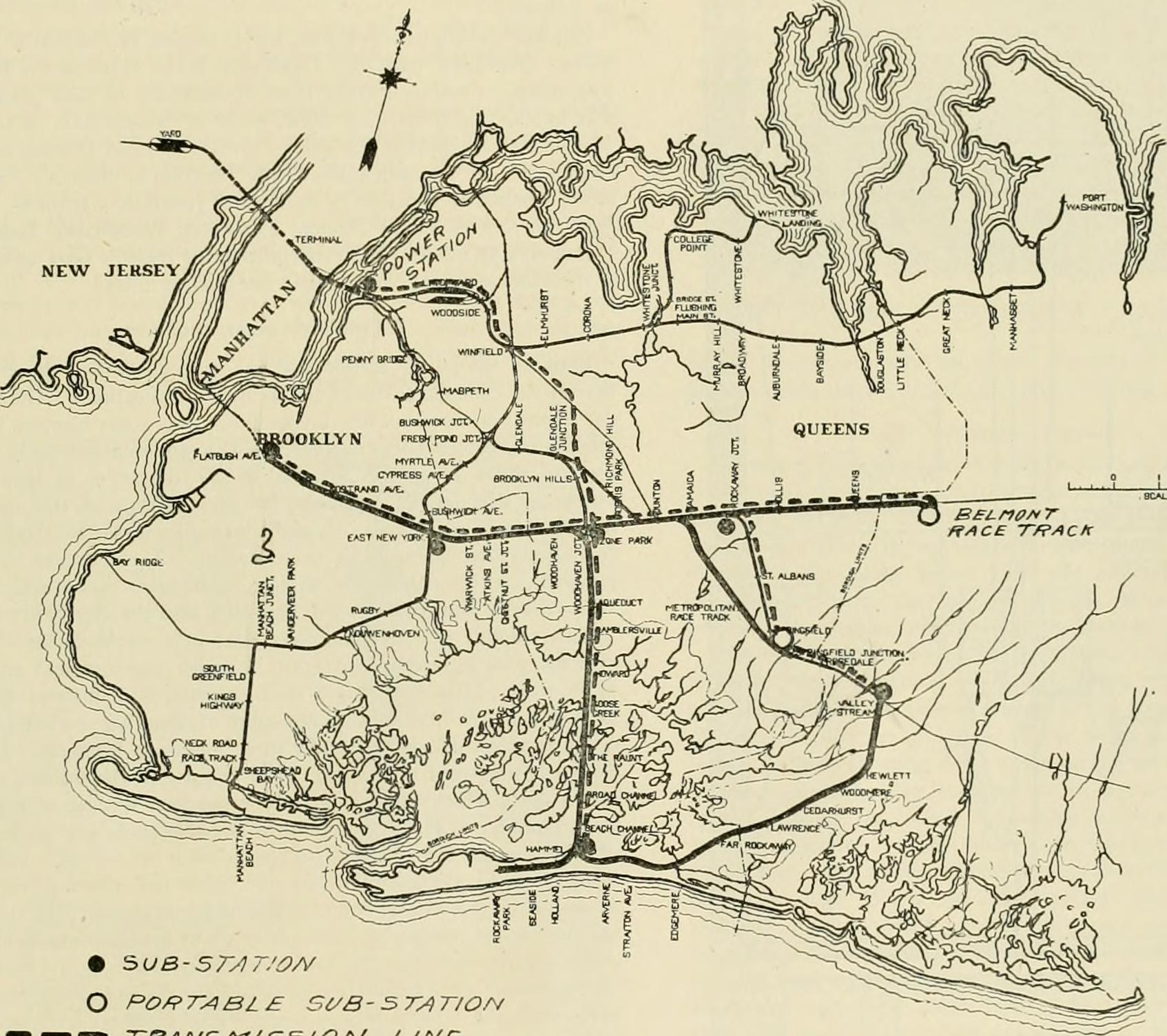
Erste Elektrifizierung der LIRR Anfang des 20. Jahrhunderts. Fett hervorgehoben sind Unterwerke, Übertragungsleitungen und Strecken wie Atlantic Branch ab Bahnhof Flatbush Avenue, Main Line bis Pferderennbahn Belmont, Far Rockaway Branch und Rockaway Beach Branch.

Im Jahr 1900 kaufte die Pennsylvania Railroad die Long Island Rail Road auf. Damit gelang es ihr, auf dem Schienenweg vom Osten her die Insel Manhattan zu erreichen, wie zuvor es nur der New York Central und der New Haven aus dem Norden gelang. Alle anderen Bahnlinien endeten in New Jersey auf der westlichen Seite des Hudson Rivers. In Manhattan eröffnete die Pennsylvania Railroad 1910 die Penn Station einschließlich der im Tunnel verlaufenden und mit Gleichstrom-Stromschiene elektrifizierten Zufahrtsstrecken. Westlich dieses Bahnhofes wurde der Stromschienenbetrieb 1934 auf Oberleitung mit hochgespanntem Wechselstrom umgestellt, auf Long Island jedoch nicht. 1926 setzte die LIRR als erste Bahn in den Vereinigten Staaten Diesellokomotiven ein.
Nach dem Zweiten Weltkrieg verzeichnete die LIRR infolge der Massenmotorisierung deutlich rückläufige Fahrgastzahlen. Zugleich stiegen die Betriebskosten, während teure Investitionen in Infrastruktur und Fahrzeuge nötig wurden. Fahrpreiserhöhungen waren von 1917 bis 1947 durch die Aufsichtsbehörde des Bundesstaates New York, die New York Public Service Commission, ausgeschlossen. Infolgedessen meldete die LIRR am 2. Mai 1949 Insolvenz an, führte ihren Betrieb jedoch fort.

### Tochter der Metropolitan Transportation Authority
Eine von Gouverneur Thomas E. Dewey beauftragte Kommission empfahl 1951 eine Übernahme der LIRR durch den Bundesstaat, was die State Legislature jedoch ablehnte. Stattdessen wurde eine Gesetzgebung erarbeitet, mit der die LIRR 1954 restrukturiert werden konnte. Als Railroad Redevelopment Corporation wurden der LIRR für zwölf Jahre Steuerbefreiungen, die Erlaubnis zu Fahrpreiserhöhungen und das Aussetzen der Dividendenzahlungen an die Pennsylvania Railroad gestattet. Die LIRR verbuchte jedoch auch mit diesen Zugeständnissen nur in einzelnen Folgejahren Gewinne. Eine Anfang 1965 fertiggestellte Studie empfahl erneut die Übertragung der LIRR an den Bundesstaat.
Der Staat New York und die Pennsylvania Railroad verhandelten daraufhin bis Anfang Juni 1965 Kaufpreis und Übergabemodalitäten. Die am 21. Mai 1965 gegründete staatliche Metropolitan Commuter Transportation Authority (MCTA) erwarb die LIRR für 65 Millionen Dollar. Die Übernahme wurde im Januar 1966 abgeschlossen. Die MCTA wurde im März 1968 zur heutigen Metropolitan Transportation Authority (MTA).

### Zweite Strecke nach Manhattan
Die 2023 eingeweihte Neubaustrecke East Side Access ist die erste der LIRR seit der Eröffnung der New York Pennsylvania Station im September 1910. Diese Verbindung von Long Island nach Grand Central Madison in Manhattan wurde ab dem 25. Januar 2023 zunächst mit einer Shuttleverbindung mit ein bis zwei Fahrten pro Stunde eröffnet. Am 27. Februar 2023 folgte eine grundlegende Fahrplan- und Netzumstellung, die lange bestehende Linienwege veränderte. Der Schwerpunkt aller durchgehenden Zugverbindungen liegt auf den beiden Strecken zur Penn Station und nach Grand Central Madison. Viele der ehemals durchgehenden Fahrten zum Atlantic Terminal in Downtown Brooklyn wurden durch eine Shuttleverbindung abgelöst, die in Jamaica Station durch Umsteigen zu erreichen ist.
Durch das 2023 veränderte Fahrplanschema entfiel der gesicherte Übergang in Jamaica Station, bei denen zeitgleich Züge in drei Richtungen zum gegenseitigen Umstieg nebeneinander hielten und der mittlere Zug seine Türen an beiden Seiten öffnete. Bereits im Jahr 2022 hatte die MTA auf der Hauptstrecke der LIRR auf fast zehn Meilen Streckenlänge ein drittes Gleis in Betrieb genommen, so dass im Berufsverkehr mehr Züge entgegen der Lastrichtung fahren können.
Die LIRR hat mit der erweiterten Infrastruktur das Potenzial, sich von einer auf den Berufsverkehr nach New York City ausgerichteten Vorortpendlerbahn hin zu einer für vielfältigere Reisezwecke zugunsten Long Islands nutzbaren Regionalbahn zu entwickeln.

## Infrastruktur

### Elektrifizierung

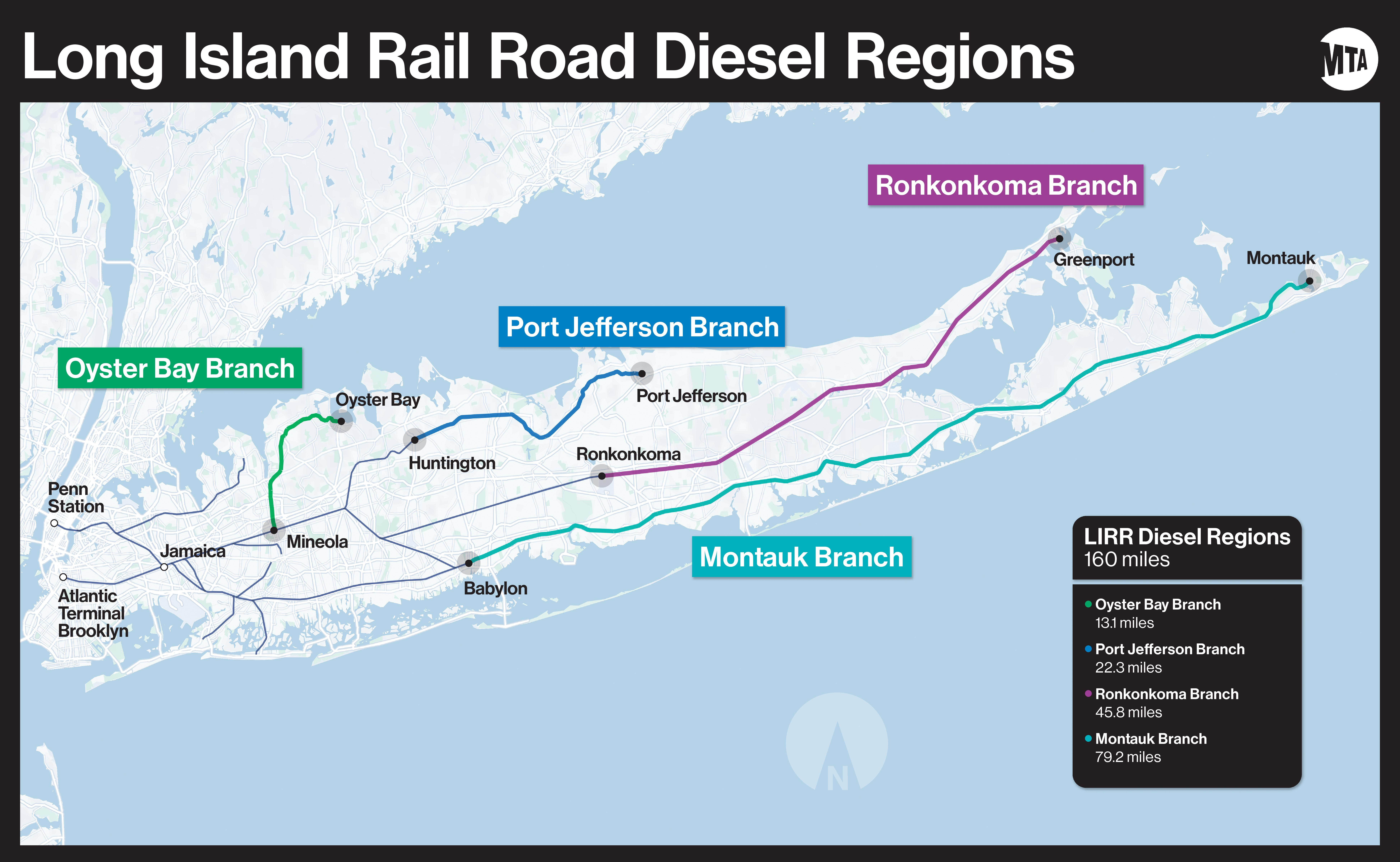
Nicht elektrifizierte Strecken (Stand 2021 vor Eröffnung der Strecke nach Grand Central Madison)

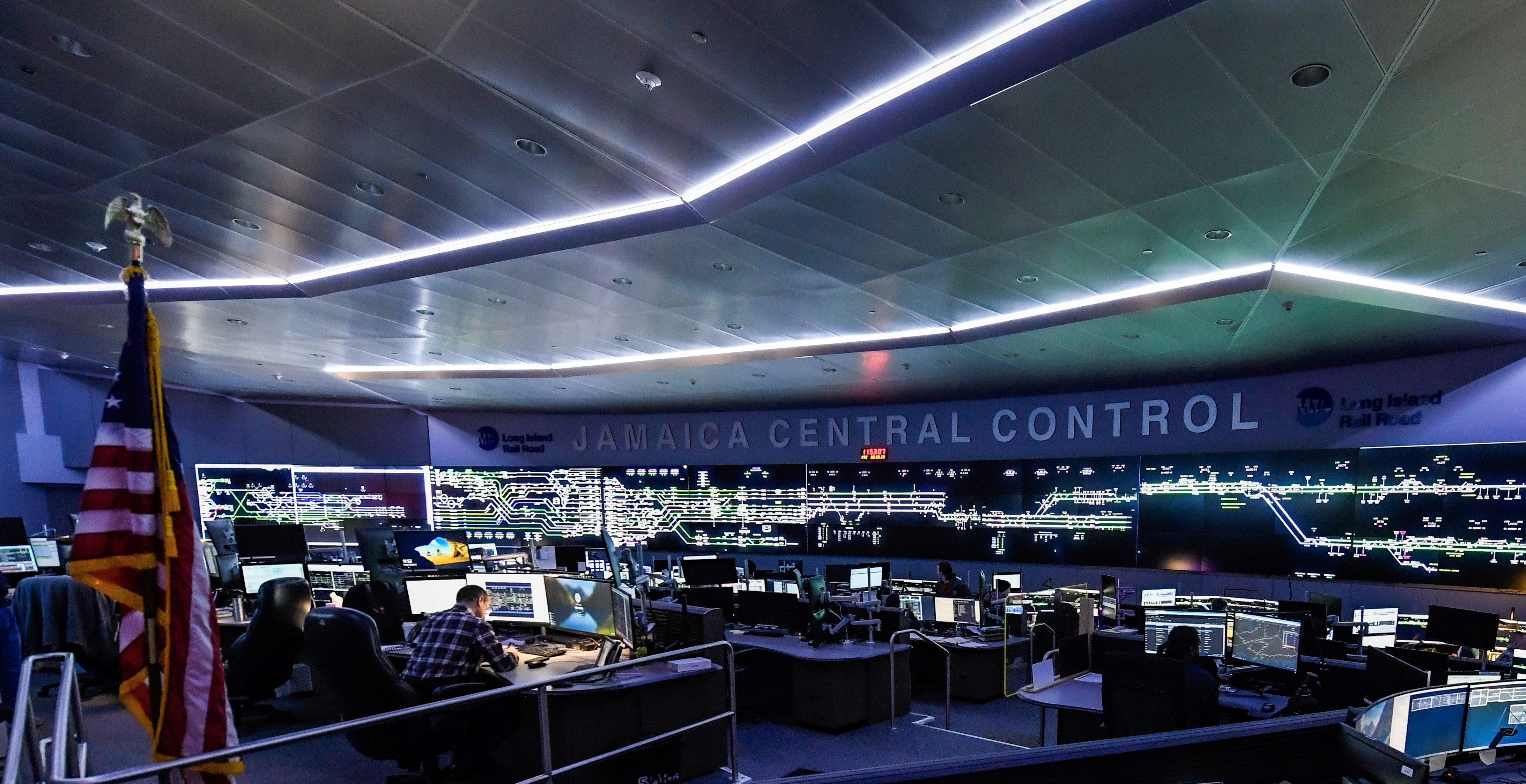
Jamaica Central Control, Betriebszentrale der LIRR in Jamaica (2023)

Die Strecken sind bis etwa 70 Kilometer Entfernung von New York überwiegend mit seitlich neben dem Gleis angeordneten, von oben bestrichenen Stromschienen mit 750 V Gleichspannung elektrifiziert. Die Maße der Stromschienen entsprechen denen der New Yorker U-Bahn, die Spannung ist jedoch höher.
Die LIRR betreibt für ihre Versorgung mit Bahnstrom 104 Unterwerke.:5 Nicht vollständig elektrifiziert sind folgende Strecken:
- Montauk Branch nach Montauk (an der Südküste im Osten), elektrifiziert bis Babylon
- Greenport Branch nach Greenport (an der Nordküste im Osten), elektrifiziert bis Ronkonkoma Station
- Port Jefferson Branch nach Port Jefferson (an der Nordküste etwa in der Mitte), elektrifiziert bis Huntington
- Oyster Bay Branch nach Oyster Bay (an der Nordküste, etwas westlich der Mitte), elektrifiziert bis East Williston

### Betriebswerke und Abstellanlagen

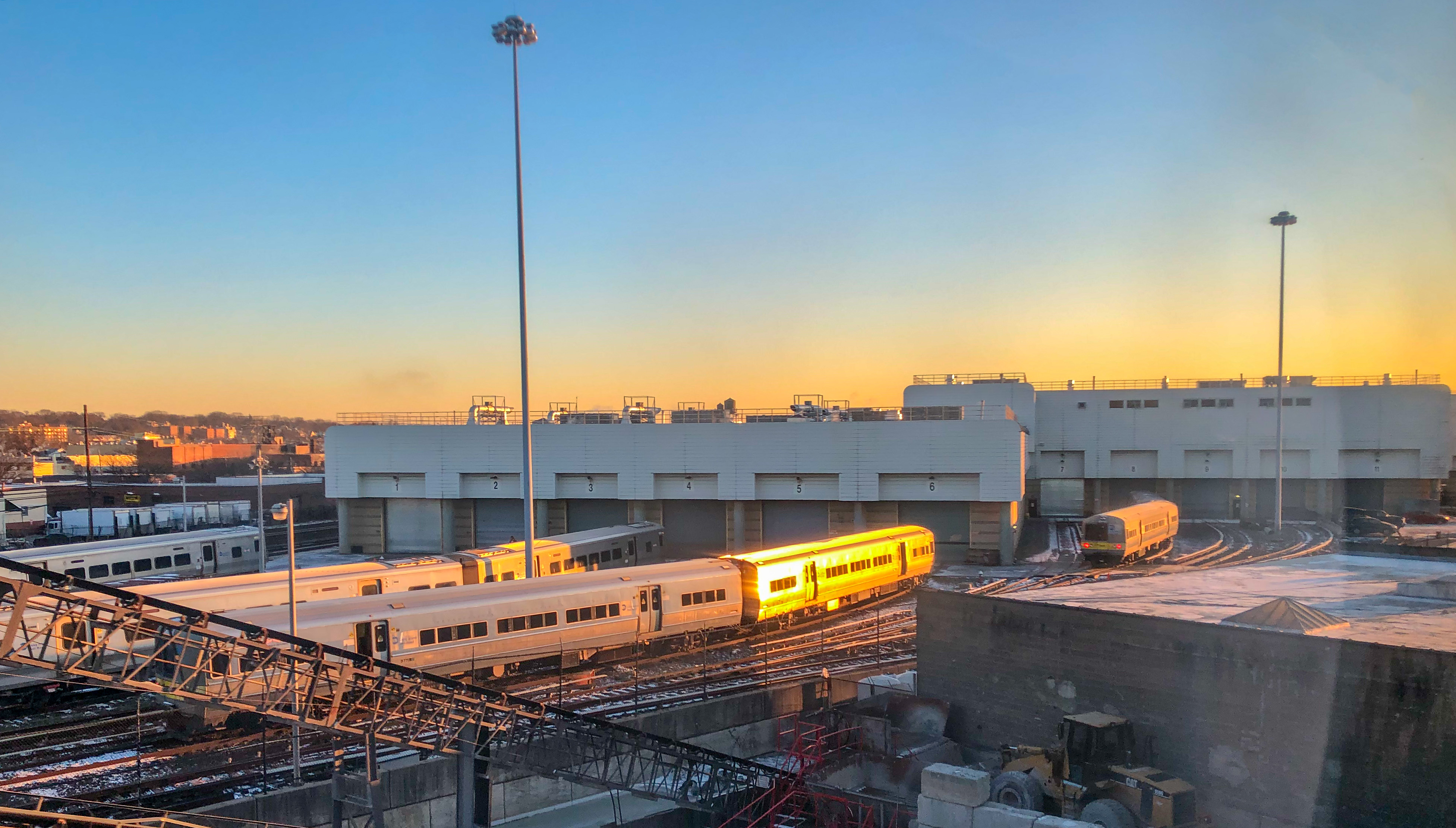
Hillside Maintenance Building (2019)

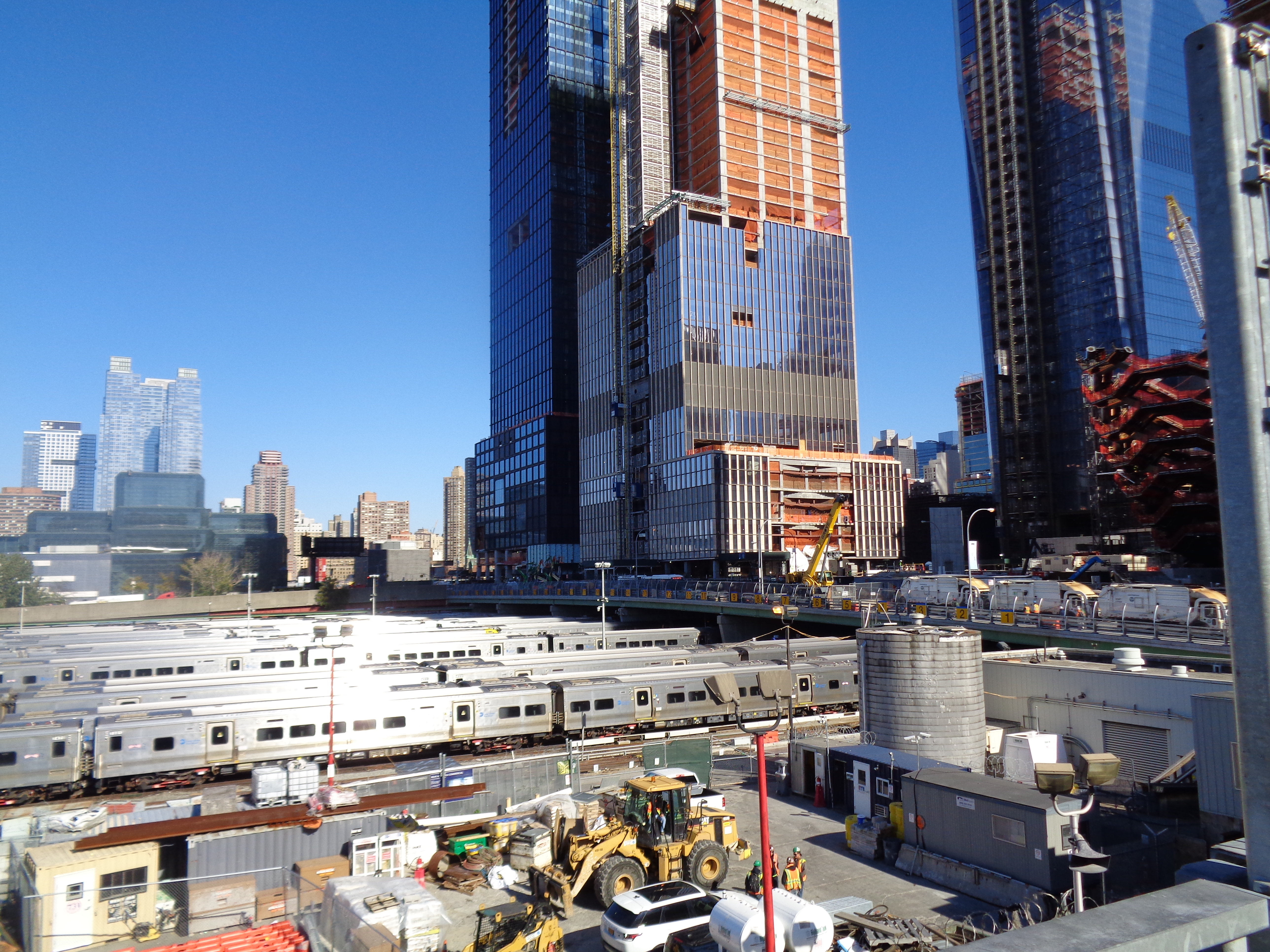
Blick (2017) von High Line: LIRR-Züge im West Side Yard, entstehende Hochhäuser Hudson Yards sowie (links hinten) Javits Center und (rechts) Vessel.

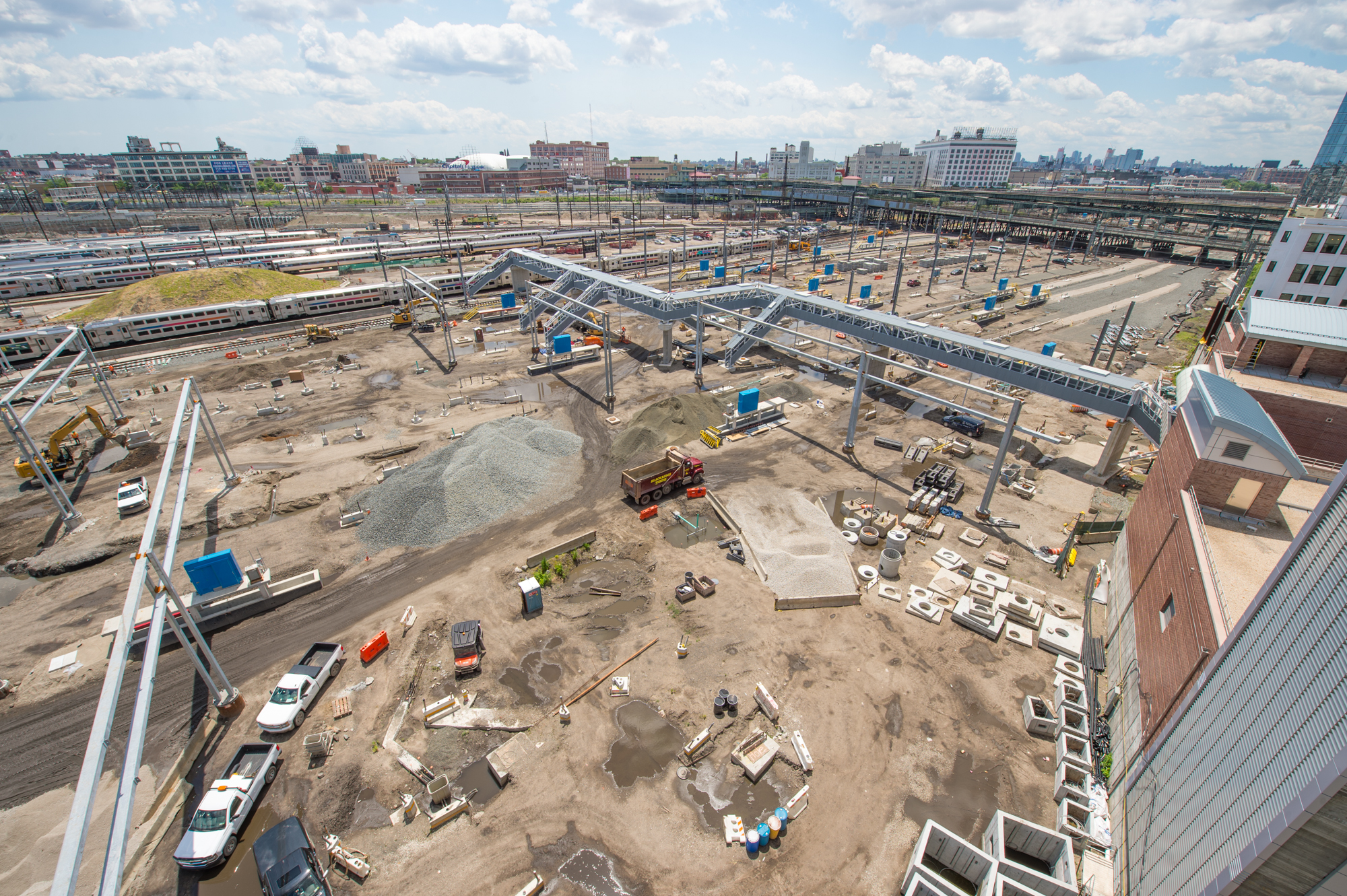
Bau des Mid-Day Storage Yard (2019). Oben im Bild ein Bereich des Sunnyside Yard mit Zügen der NJ Transit.

Die Zentralwerkstatt Hillside Maintenance Complex liegt in Jamaica, Queens, östlich der Jamaica Station an der LIRR Main Line im Gleisdreieck aus LIRR Montauk Branch und der kurzen Verbindungskurve LIRR Holban Bypass. Eine frühere Einrichtung an gleicher Stelle hieß Holban Yard.
Die Lokomotivwerkstatt Morris Park Facility liegt in Richmond Hill, Queens, westlich der Jamaica Station im Gleisdreieck aus LIRR Atlantic Branch und LIRR Montauk Branch.
Arch Street Shop ist ein Betriebswerk in Long Island City neben dem Bahnhof Hunterspoint Avenue und angeschlossen an den Mid-Day Storage Yard.

#### West Side Yard
Der West Side Yard an der Westseite Manhattans ist ein Abstellbahnhof der Long Island Rail Road. Er schließt sich an das unterirdische Gleisfeld der New York Pennsylvania Station an. Die Züge können gereinigt und leichte Reparaturen durchgeführt werden.
Bis 1980 befand sich an gleicher Stelle ein Güterbahnhof der Hudson River Railroad und ihrer Nachfolgegesellschaften New York Central Railroad und Penn Central. Aus der Konkursmasse der Penn Central erwarb der Bundesstaat New York das Gelände. Die zuvor für die Hafenanlagen sowie das innerstädtische Gewerbe, etwa im Meatpacking District und Garment District, unentbehrlichen Bahnanlagen lagen brach. Die High Line ist ein bekanntes Beispiel für eine Umnutzung dieser Relikte. Auf dem Nordteil des Bahnhofsgeländes wurde ab 1980 das Jacob K. Javits Convention Center errichtet, auf dem Südteil ab 1986 durch die Metropolitan Transportation Authority der West Side Yard. Seit 1987 kann die Long Island Rail Road zwischen dem morgendlichen und dem nachmittäglichen Berufsverkehr dort Pendlerzüge abstellen, anstatt sie leer nach Long Island und zurück bewegen zu müssen.
Unter dem West Side Yard liegen weitere Bahntunnel: Die IRT Flushing Line mit der 2015 eröffneten U-Bahn-Endstation 34th Street–Hudson Yards, die 1986 angelegte Verbindungskurve von der Penn Station zur Hudson River Railroad für die Amtrak-Linien „Empire Service“ und „Maple Leaf“ nach Albany, Niagara Falls und Toronto, die beiden Röhren der North River Tunnels sowie eine Einhausung, unter der neu zu bauende Hudson-River-Tunnel einmünden können, die im Rahmen des Infrastrukturprojekts Gateway gebaut werden sollen.
Der Raum über dem ursprünglich zum Himmel offenen West Side Yard wird seit 2005 durch das Städtebauprojekt Hudson Yards beansprucht.

#### Sunnyside Yard und Mid-Day Storage Yard
Der Sunnyside Yard zwischen den Stadtvierteln Sunnyside (Queens) und Long Island City gehört Amtrak und ist ein Gegenstück zum West Side Yard: Hier stellen Amtrak und New Jersey Transit Züge ab, die leer durch die East River Tunnels fahren, nachdem die Passagiere in der New York Pennsylvania Station ausgestiegen sind.
Züge der Long Island Rail Road aus Grand Central Madison und Penn Station werden nicht im Sunnyside Yard abgestellt, sondern im benachbarten Mid-Day Storage Yard. Diesen ließ die MTA im Rahmen des Projekts East Side Access ab 2017 errichten. Dafür wurden alte Eisenbahnanlagen und das nördliche Ende der LIRR Montauk Cutoff abgerissen.

### Strecken

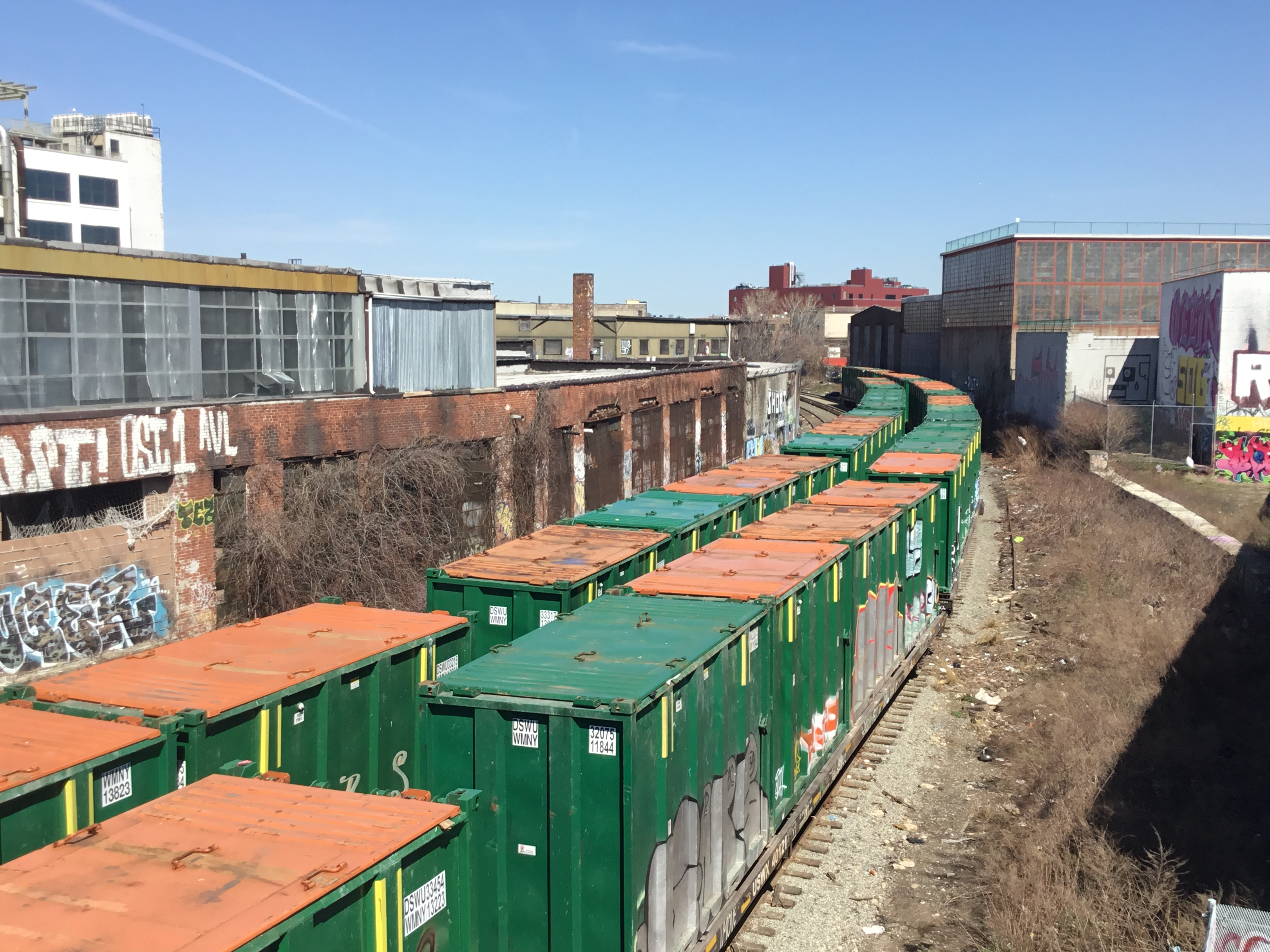
Bushwick Branch, Güterzüge (2023)

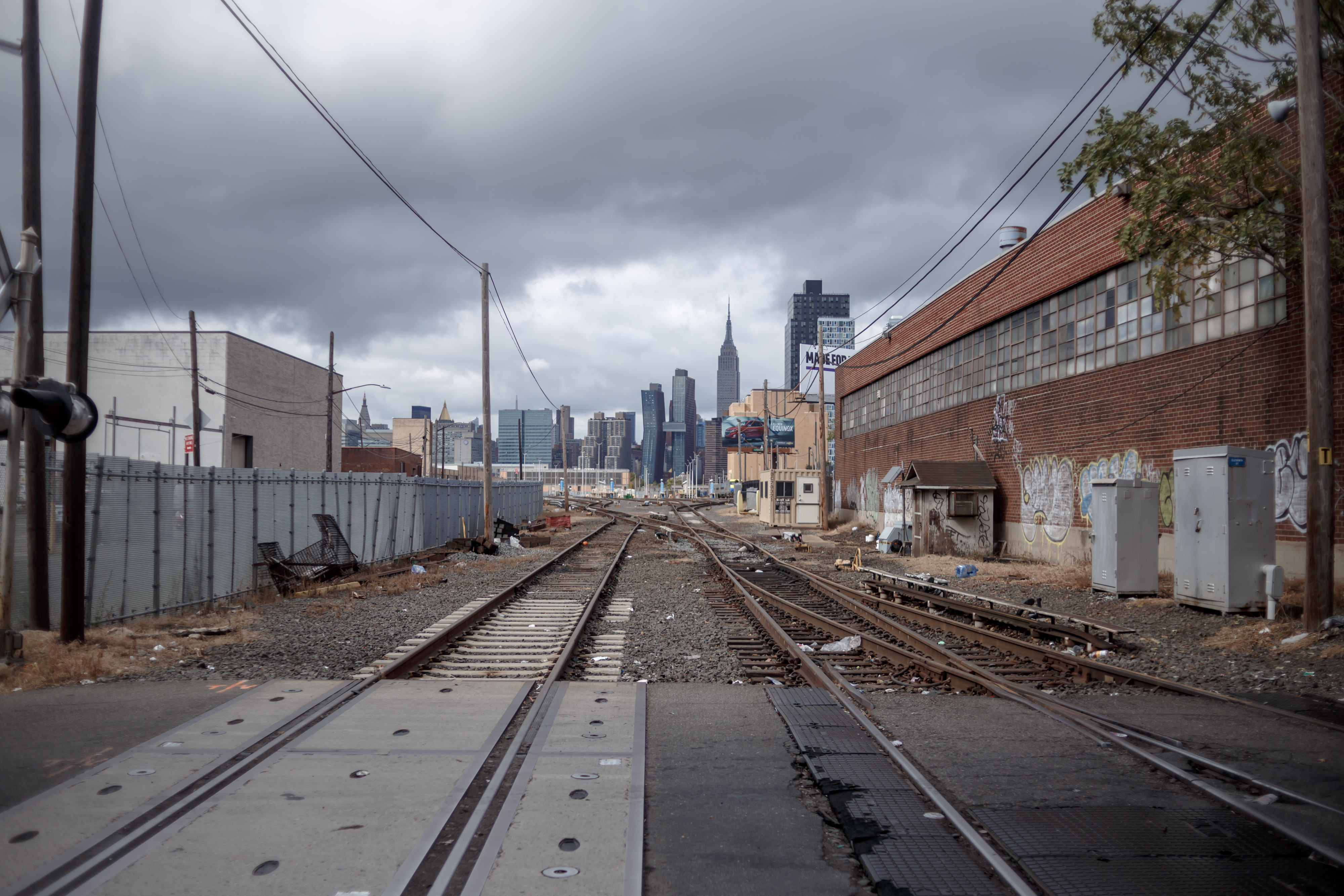
Lower Montauk Branch in Long Island City, hinten Empire State Building (2017)

Die Long Island Rail Road unterschied im Jahr 1988 auf Infrastrukturebene 15 Branches, also Teil- oder Zweigstrecken.:2 Diese Strecken sind ungeachtet der ähnlichen Benennung nicht mit den Verkehrslinien gleichzusetzen.
Die Nutzung der Strecken reichte von schnellen und relativ leichten elektrischen Triebwagen über schwere diesellokbespannte Reisezüge bis hin zu gelegentlich verkehrenden, langsamen und schweren Güterzügen.:1 In der Vergangenheit wurden bestimmte Strecken stillgelegt und zum Teil auch abgebaut, während andere Strecken in der Gegenwart zwar für Güterzüge oder Dienstfahrten Bedeutung haben, aber nicht regelmäßig von Personenzügen befahren werden.
| Bezeichnung            | Streckenlänge (Stand 1988) |
| ---------------------- | -------------------------- |
| Montauk Branch         | 115,8 Miles                |
| Main Line              | 94,3 Miles                 |
| Port Jefferson Branch  | 32,5 Miles                 |
| Port Washington Branch | 16,3 Miles                 |
| Atlantic Branch        | 15,8 Miles                 |
| Oyster Bay Branch      | 14,3 Miles                 |
| Bay Ridge Branch       | 13 Miles                   |
| Central Branch         | 7,2 Miles                  |
| Long Beach Branch      | 6,9 Miles                  |
| Far Rockaway Branch    | 5 Miles                    |
| Hempstead Branch       | 4,9 Miles                  |
| West Hempstead Branch  | 4,6 Miles                  |
| North Shore Branch     | 2 Miles                    |
| Bushwick Branch        | 1,8 Miles                  |
| Montauk Cut Off        | 1 Mile                     |

Nachfolgend werden einzelne Strecken kurz beschrieben:

#### LIRR Bay Ridge Branch
Die Bay Ridge Branch setzt sich aus Strecken mehrerer Eisenbahngesellschaften der zweiten Hälfte des 19. Jahrhunderts zusammen. Der einige Jahrzehnte lang intensive innerstädtische Personenverkehr auf der Strecke endete 1924, nachdem er durch U-Bahnen, Busse und den beginnenden motorisierten Individualverkehr abgelöst worden war. Bestimmte Streckenabschnitte wurden stillgelegt und eine seit 1927 vorhandene Elektrifizierung nach der Umstellung auf Diesellokomotiven 1968 zurückgebaut.:10 Seit 1977 findet alleine Güterverkehr statt, für den die Bay Ridge Branch wegen der an beiden Streckenenden an sie angeschlossenen Verbindungen zum Festland zentrale Bedeutung hat.
Im Rahmen des für die 2020er Jahre geplanten Projekts Interborough Express soll die Trasse der Bay Ridge Branch wieder für den öffentlichen Nahverkehr genutzt werden.

#### LIRR Bushwick Branch
Die Bushwick Branch ist teilweise stillgelegt, teilweise als Industrie-Anschlussbahn in Benutzung. Sie führt vom Stadtteil Bushwick in Brooklyn nach Glendale in Queens und hat dort Anschluss zur Montauk Branch.

### Stillgelegte Strecken
Im Laufe der Geschichte der Long Island Rail Road wurden mehrere Strecken ganz oder teilweise stillgelegt. Nachfolgend werden einzelne stillgelegte Strecken kurz beschrieben:

#### Atlantic Avenue Tunnel
Der Atlantic Avenue Tunnel ist in den Brooklyner Stadtteilen Downtown Brooklyn und Cobble Hill. Dieser auch als Cobble Hill Tunnel bekannte, knapp 500 Meter lange Abschnitt der Bahn wurde zunächst in einem Einschnitt gebaut und 1850 überwölbt. Er verläuft unter der Atlantic Avenue, weshalb der Tunnel in der Literatur vereinzelt als „erste U-Bahn der Welt“ bezeichnet wird. Es handelte sich jedoch um einen Eisenbahntunnel ohne Bahnhöfe, durch den die Züge zu einem Fähranleger im Bereich des heutigen Brooklyn Bridge Park fuhren. Die Stadt Brooklyn stimmte der 1861 erfolgten Stilllegung zu, um ein von ihr beschlossenes Verbot von Dampflokomotiven im Stadtgebiet umgesetzt zu bekommen.

#### LIRR Montauk Cutoff
Die Montauk Cutoff (auch verwendete Schreibweise: Montauk Cut Off):2 war eine kurze, zu Beginn des 20. Jahrhunderts für den Güterverkehr gebaute Umgehungsbahn als Ergänzung der Montauk Branch im Bereich von Long Island City und Sunnyside in Queens. Die Strecke wurde ab den 1990er Jahren nicht mehr benötigt und 2018 für den Bau des Mid-Day Storage Yards teilweise abgerissen.

#### LIRR Rockaway Beach Branch
Die Rockaway Beach Branch wurde in den 1950er Jahren geschlossen. Ihr Südteil wurde danach umgebaut, in Queens als oberirdische U-Bahn-Strecke IND Rockaway Line zur Rockaway Peninsula wieder eröffnet und ist so bis heute in Betrieb. Der nicht umgebaute nördliche Teilabschnitt ist verfallen, aber die Trasse für zukünftige Nutzungen freigehalten.

### Stillgelegte Bahnstationen

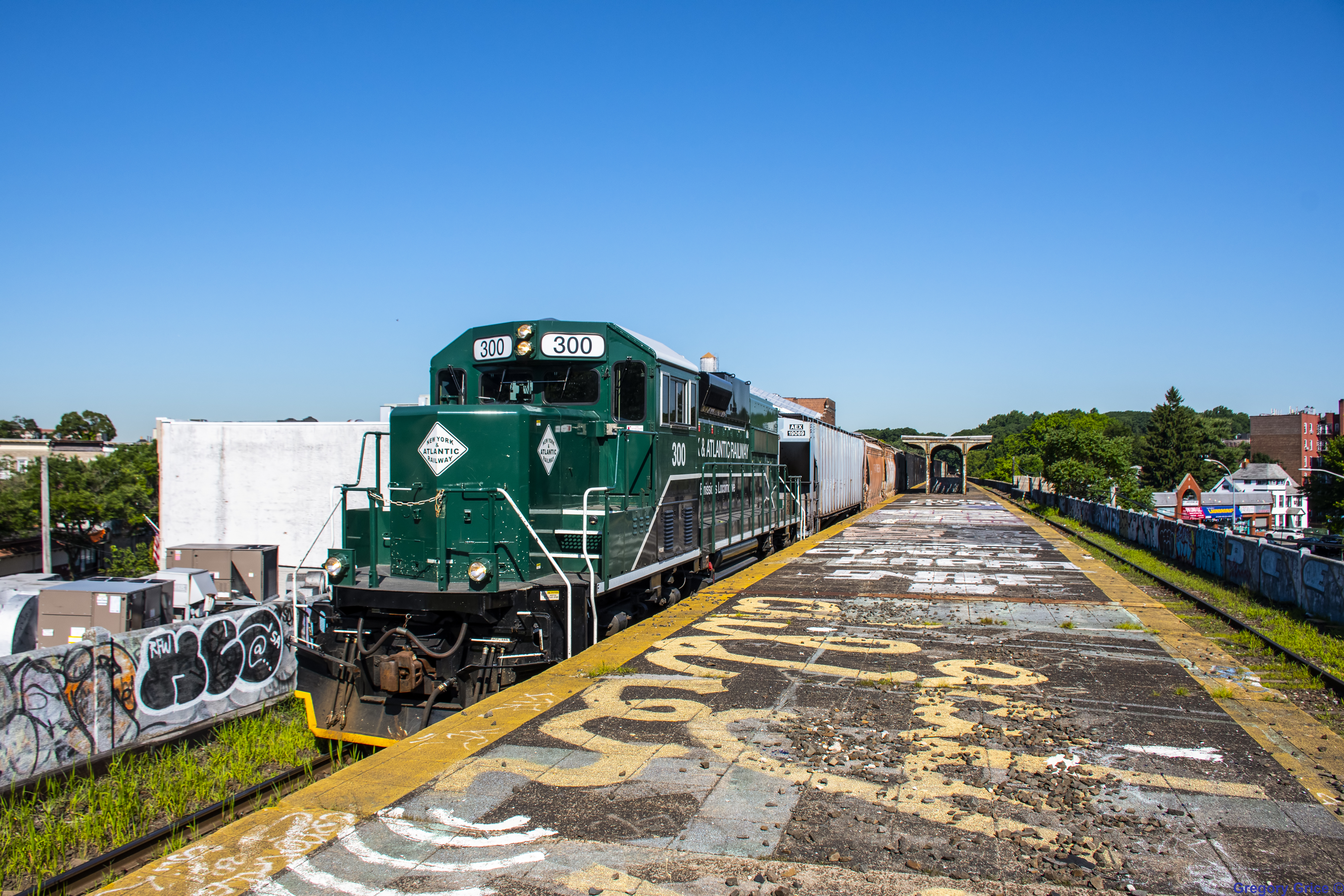
Lok der New York & Atlantic Railway in 1998 geschlossener Station Richmond Hill an Lower Montauk Branch (2018)

In der Geschichte der Long Island Rail Road wurden viele Bahnstationen im Personenverkehr aufgegeben. Die jüngste Stilllegung eines ganzen Streckenabschnitts für den Personenverkehr war 1998 die Lower Montauk Branch mit zuletzt noch fünf Stationen. Nachfolgend werden einzelne stillgelegte Bahnhöfe kurz beschrieben:

#### Stationen an der LIRR Montauk Branch
Der „Lower Montauk“ genannte innenstadtnahe Teilabschnitt der Montauk Branch in Queens, zwischen Long Island City und Jamaica, hatte ursprünglich neun Stationen. Davon waren vier bereits in den 1940er Jahren geschlossen. Die verbliebenen fünf wurden im März 1998 geschlossen. Seit 2012 wird der Teilabschnitt auch nicht mehr von durchfahrenden Passagierzügen genutzt, sondern bleibt der New York and Atlantic Railway für Güterzüge vorbehalten.

#### Bahnhof East New York

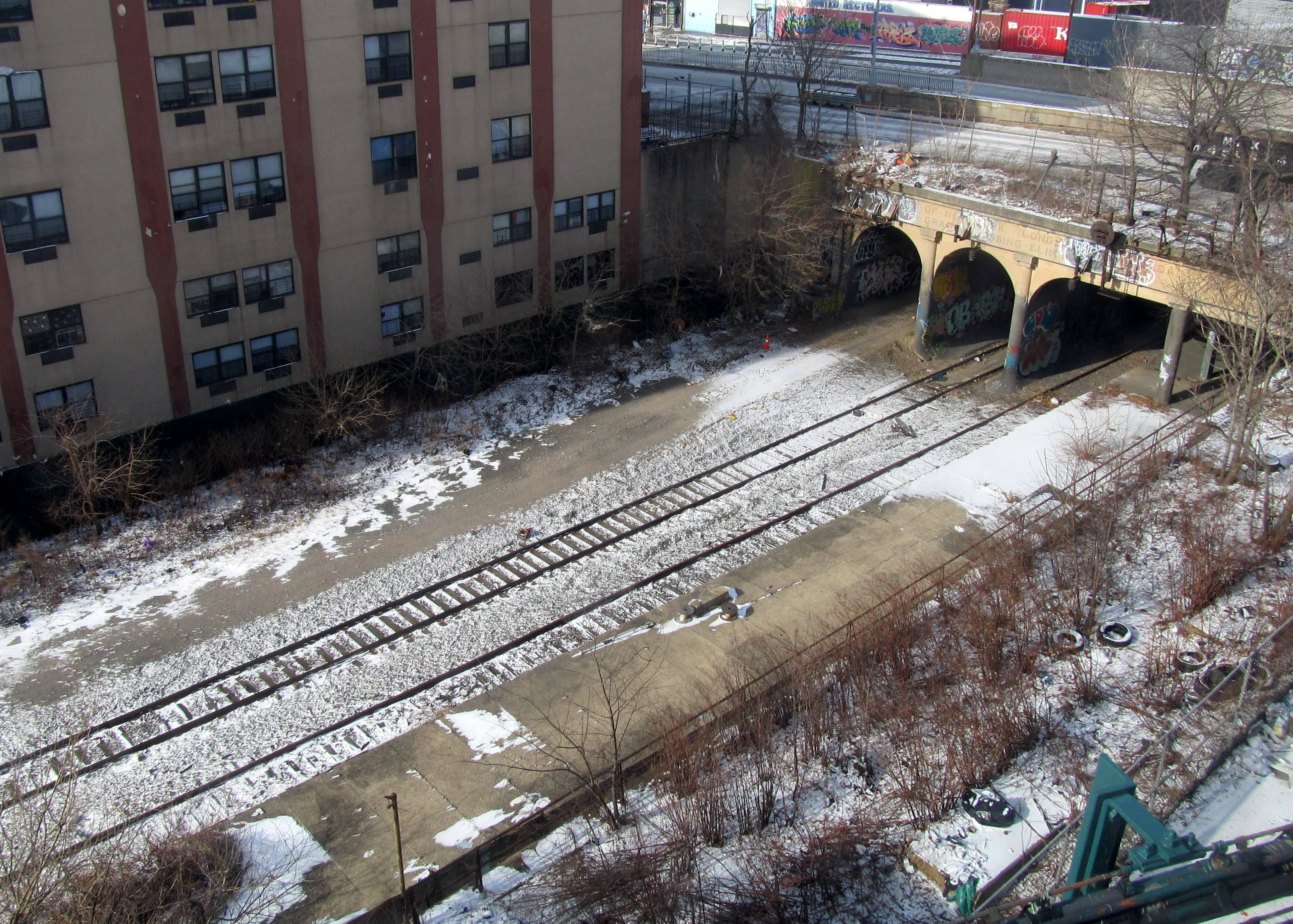
Ehemalige Station East New York gesehen vom Hochbahnhof Atlantic Avenue der U-Bahn Linie L (2017)

Der zuvor ebenerdig vorhandene Bahnhof East New York an der LIRR Bay Ridge Branch im Brooklyner Stadtteil East New York wurde nach dem kreuzungsfreien Ausbau der Strecke 1915 im Bereich eines Tunnelportals neu errichtet. Seit 1928 halten keine Personenzüge mehr.
Der benachbarte, gleichnamige Bahnhof an der LIRR Atlantic Branch ist in Betrieb. In der Nähe befinden sich zudem mehrere U-Bahnhöfe.

#### Bahnhof Woodhaven Junction
Woodhaven Junction, ab 1962 nur Woodhaven genannt, in Woodhaven (Queens) ist ein ehemaliger Turmbahnhof. Der obere Bahnhof lag auf dem Viadukt der LIRR Rockaway Beach Branch. Der untere Bahnhof liegt im Tunnel der LIRR Atlantic Branch. An der gleichen Stelle gab es bis zu einem 1940 begonnenen Umbau eine ebenerdige, rechtwinklige Gleiskreuzung beider Strecken.
Der Südteil der LIRR Rockaway Beach Branch wurde im Jahr 1950 zunächst stillgelegt und 1956 als IND Rockaway Line der New Yorker U-Bahn wiedereröffnet. Der obere Bahnhof in Woodhaven Junction lag dann an einer wenig befahrenen Stichstrecke, die 1962 stillgelegt wurde. Die LIRR konzentrierte sich infolge der Suburbanisierung auf die Vorortverkehre, und ab den 1960er Jahren verfiel der Stadtteil East New York. Im Tunnelbahnhof hielten nur noch wenige Züge. Er wurde 1977 für Fahrgäste geschlossen, bleibt aber als Notausgang erhalten.

## Güterverkehr

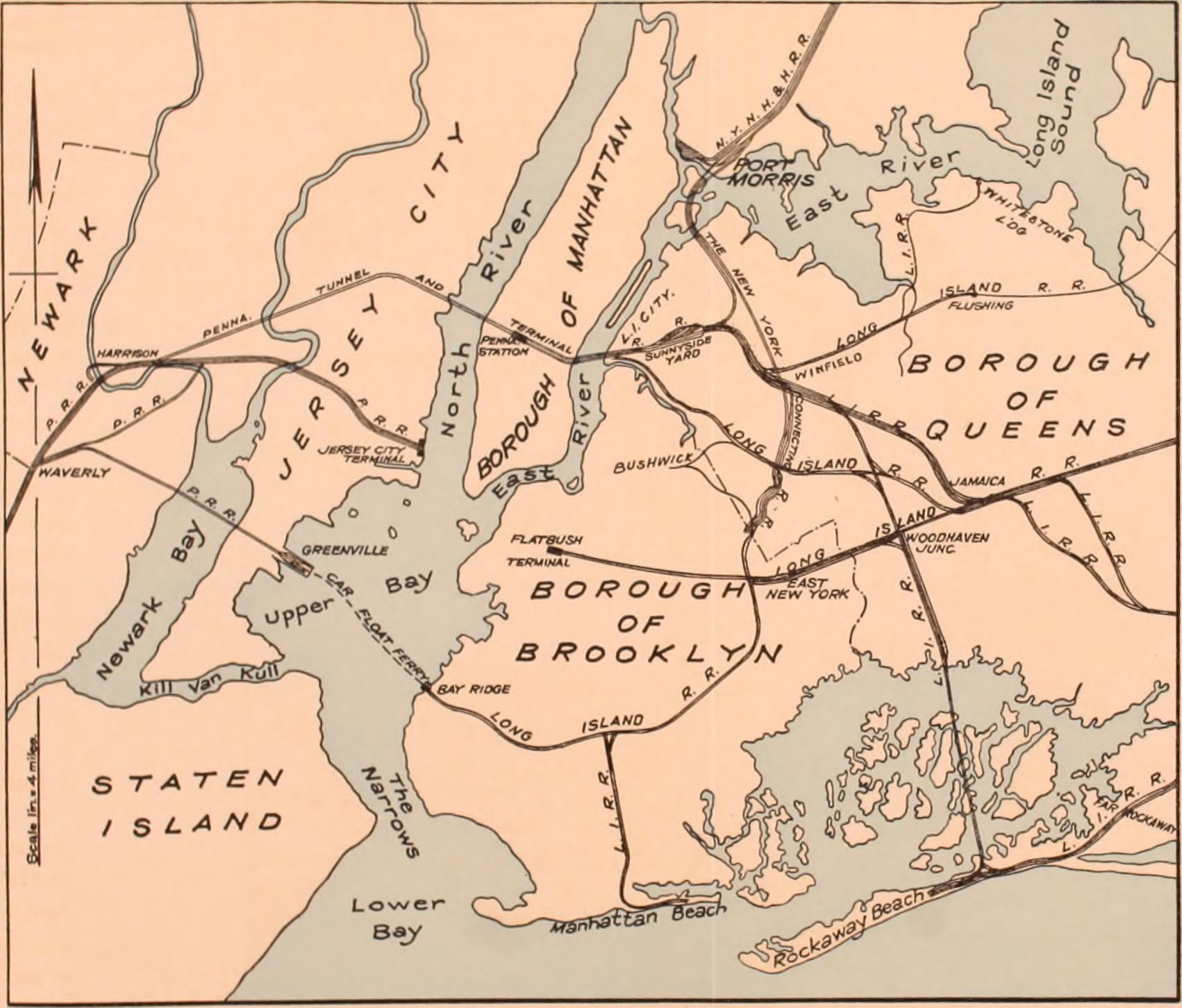
Strecken der Pennsylvania Railroad im Bereich des New Yorker Hafens 1910. Noch heute für den Güterverkehr nach Long Island (rechts) wichtig sind der Trajekt „Car Float Ferry“ über die Upper New York Bay (links mittig) sowie die „The New York Connecting R. R.“ zur Bronx (oben).

### Geschichte des Güterverkehrs
Die LIRR und ihre Vorgängergesellschaften betrieben von Beginn an auch Schienengüterverkehr. In der zweiten Hälfte des 20. Jahrhunderts sank seine Bedeutung jedoch sowohl im Vergleich zum umfangreichen Personenverkehr als auch im Vergleich zum Rest der USA. So sank das Aufkommen von 17.131 Wagen mit 1,1 Millionen Tonnen Ladung im Jahr 1987 auf 11.683 Wagen mit 865.857 Tonnen Ladung im Jahr 1996, womit der Bahnteil des gesamten Gütertransports auf Long Island bei etwa einem Prozent lag.
In der Erwartung, dass ein externer Betreiber die Attraktivität des Schienengüterverkehrs erhöhen und zugleich der LIRR eine Konzentration auf das Kerngeschäft erlauben würde, entschied die MTA, die Güterverkehrssparte der LIRR für zunächst 20 Jahre im Franchiseverfahren anzubieten. Die New York and Atlantic Railway (NYA) der Anacostia and Pacific Company konnte das Verfahren für sich entscheiden und übernahm im Mai 1997 den Güterverkehr der LIRR. Der Vertrag wurde 2017 um weitere zehn Jahre verlängert. Im ersten Jahr nach der Übernahme wurden etwa 15.000 Güterwagen mit 1,1 Millionen Tonnen Ladung befördert; 2018 meldete die NYA 20.780 Wagen pro Jahr. Entlang der LIRR Bay Ridge Branch verkehrt mit Stand 2023 ein Güterzugpaar pro Tag.:10

### Infrastruktur für Güterverkehr
Schienengüterverkehr von und nach Long Island ist in der Gegenwart nur mit einigem Aufwand durchführbar. Eine Eisenbahnfährverbindung über die Upper New York Bay verbindet Brooklyn mit New Jersey und wird von der New York New Jersey Rail, einer Tochtergesellschaft der Port Authority of New York and New Jersey, betrieben. Die Fähre verbindet den Rangierbahnhof 65th Street Yard in Bay Ridge am südlichen Ende der LIRR Bay Ridge Branch mit dem Greenville Yard in Jersey City, wo Wagen an Conrail Shared Assets Operations und so an die Frachtgesellschaften CSX Transportation und Norfolk Southern übergeben werden. Die Fähre könnte in Zukunft durch einen projektierten Cross Harbor Rail Freight Tunnel ersetzt werden.
Aufgrund fehlender Schienenverbindungen durch den New Yorker Hafen können Waren aus dem Westen und Süden der Vereinigten Staaten günstiger in New Jersey auf Lkw umgeladen und auf der Straße nach Long Island gebracht werden. Seit dem Verlust der Poughkeepsie Bridge im Jahr 1974 ist die einzige Verbindung, die den Unterlauf des Hudson River quert, der Umweg über die Alfred H. Smith Memorial Bridge mit dem benachbarten Rangierbahnhof Selkirk Yard in Selkirk bei Albany. Der Weg nach Long Island führt dabei durch Upstate New York, den Güterbahnhof Oak Point Yard in der Bronx und entlang der New York Connecting Railroad mit ihrer Hell Gate Bridge.:17–18
Zentraler Güterbahnhof im Netz der LIRR ist Fresh Pond Junction, der in Queens angrenzend an die LIRR Montauk Branch in den Stadtteilen Ridgewood und Glendale liegt. Hier werden Wagen von der Providence and Worcester Railroad an die New York and Atlantic Railway übergeben. In ihn münden mehrere Strecken ein: Für den Güterverkehr besonders wichtig sind die von der Hell Gate Bridge kommende Strecke CSX Fremont Secondary und die LIRR Bay Ridge Branch.:10 Mit Stand 2022 übergeben die Gesellschaften CSX und New York and Atlantic Wagen im Bahnhof Woodside, weil Fresh Pond Junction überlastet ist.

## Fahrzeugpark
Auf den elektrischen Strecken setzt die Long Island Rail Road Triebwagen der Reihen M 7 und M 9 ein. Letztere wird seit 2019 ausgeliefert und soll die Reihe M 3 ablösen. Die Triebwagen sind weitgehend mit denen der Metro-North Railroad baugleich, nur werden bei der Long Island Rail Road die Stromschienen von oben bestrichen.
Bis zur ersten Erneuerung des Fuhrparks nach Übernahme der Long Island Rail Road durch die MCTA 1965 kamen MP 54-Triebwagen zum Einsatz. Diese hatten 1910 die ersten elektrischen Zugleistungen zur New Yorker Penn Station durch die East River Tunnels bedient. Sie entsprachen in ihrer Bauart den zeitgenössischen Reisezugwagen bzw. Oberleitungstriebwagen der Pennsylvania Railroad. Über 900 Wagen dieses Typs wurden von 1908 bis 1930 beschafft.
Auf den nicht elektrifizierten Strecken werden seit 1997 EMD-Diesellokomotiven der Reihen DM30AC und DE30AC eingesetzt, wobei die DM-Loks für den Stromschienenbetrieb ausgerüstete Zweikraftlokomotiven sind und die Züge bis zur Penn Station auf Manhattan Island befördern können. Die EMD-Diesellokomotiven lösten Lokomotiven der Reihen Alco FPA-2, FPA-4 und anderer Alco-Bauarten ab.
Weil Dieselzüge nicht durch die Tunnel unter dem East River nach Manhattan fahren dürfen, enden sie auf Long Island. Die Verbindung nach Grand Central Madison auf Manhattan Island ist wegen des Lichtraumprofils nicht von Zügen mit Doppelstockwagen, sondern nur von Triebwagen befahrbar. In den lokbespannten Diensten sind überwiegend Doppelstockwagen von Bombardier eingesetzt. Einstöckige Reisezugwagen sind nicht mehr vorhanden.
Als Ersatz für die EMD-Diesellokomotiven plant die Metropolitan Transportation Authority, Zweikraftlokomotiven Siemens Charger zu beschaffen und nach dem Jahr 2025 in Betrieb zu nehmen.:128

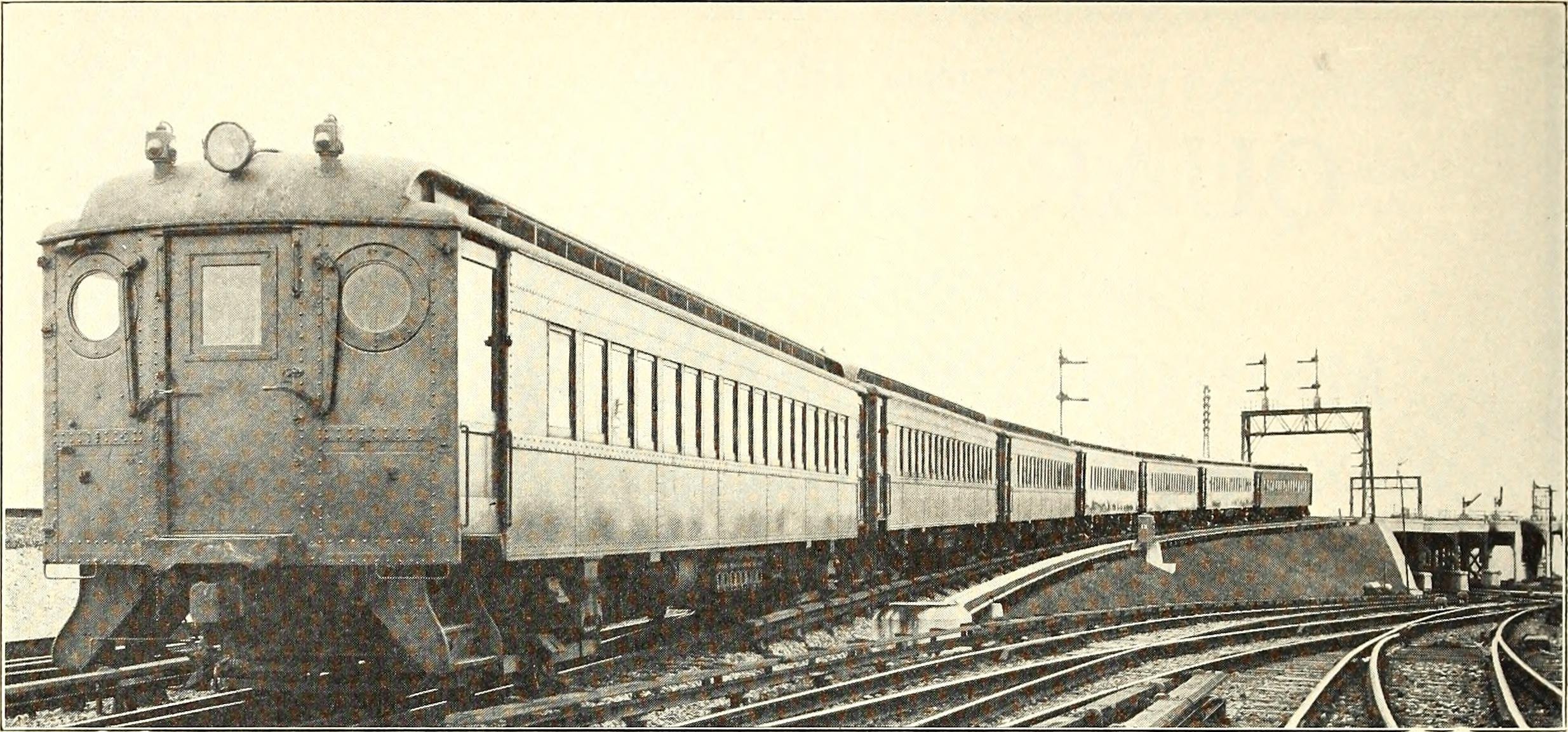
Triebwagen der PRR-Bauart MP 54 waren ab 1908 für Jahrzehnte Rückgrat des elektrischen Betriebs (Foto um 1910)
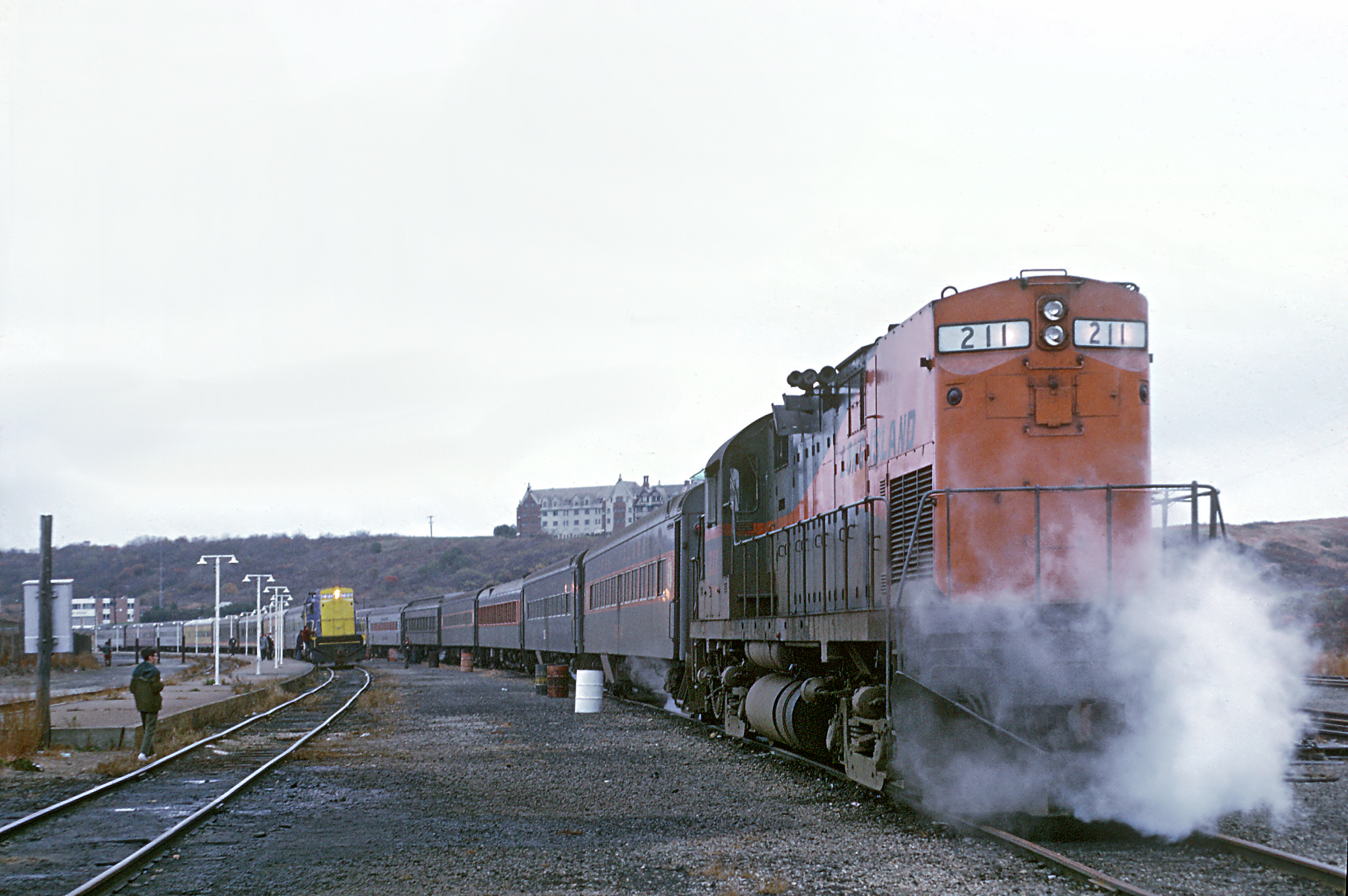
Alco Century 420 vor einstöckigen Wagenzügen in Montauk im Jahr 1969
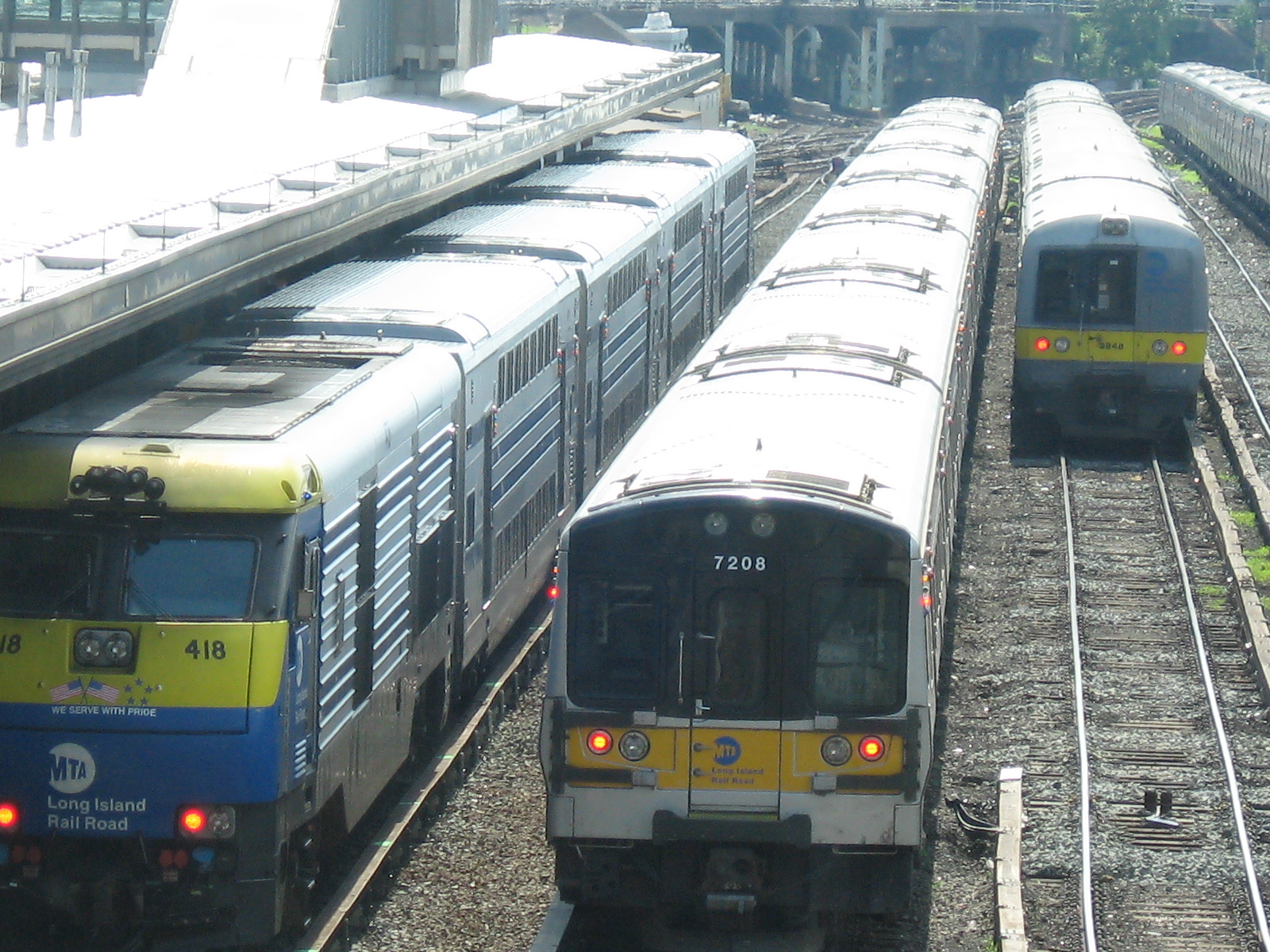
LIRR-Zugtypen im Jahr 2008: C3-Doppelstockwagen mit Diesellokomotive EMD DE30AC, Triebwagen M 7 und M 3 (v. l. n. r.)
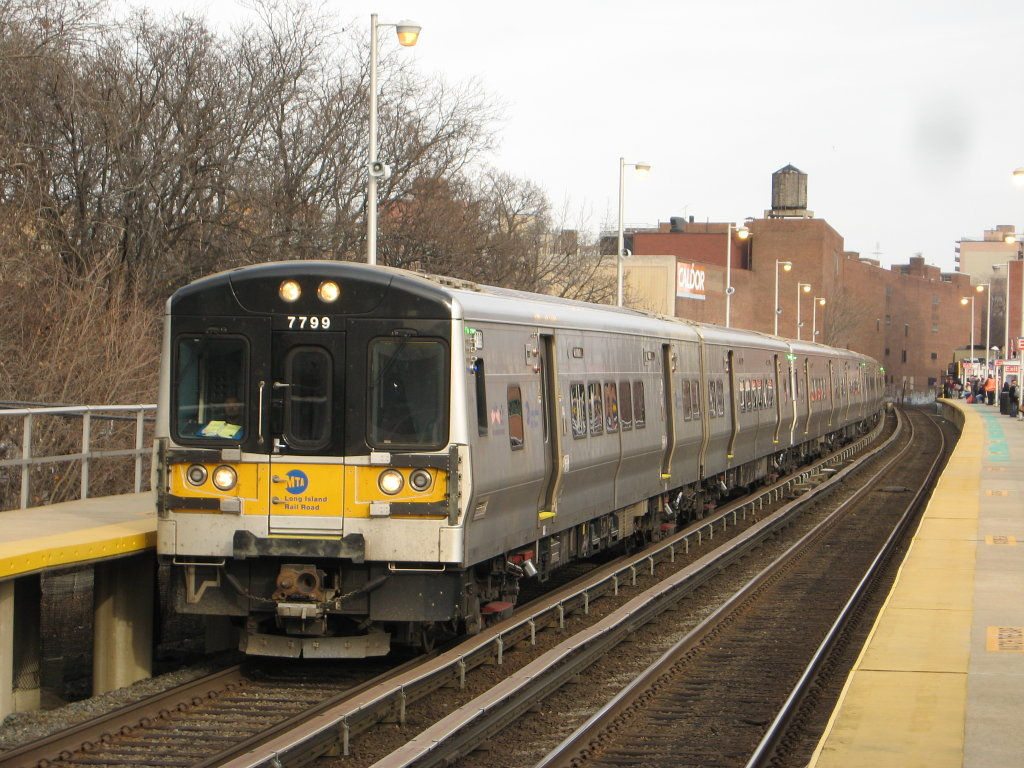
LIRR-Zug der Reihe M 7
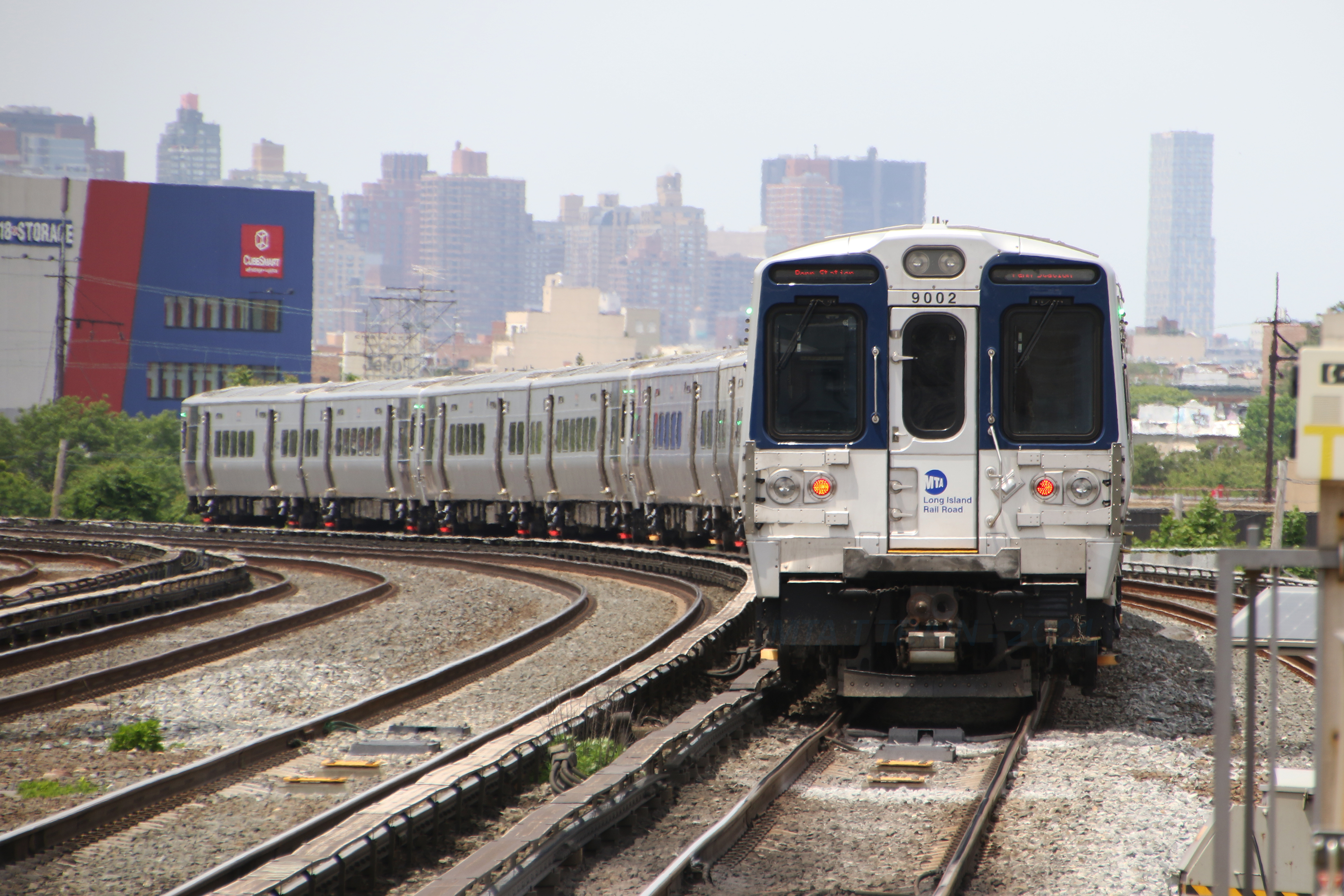
LIRR-Zug der Reihe M 9
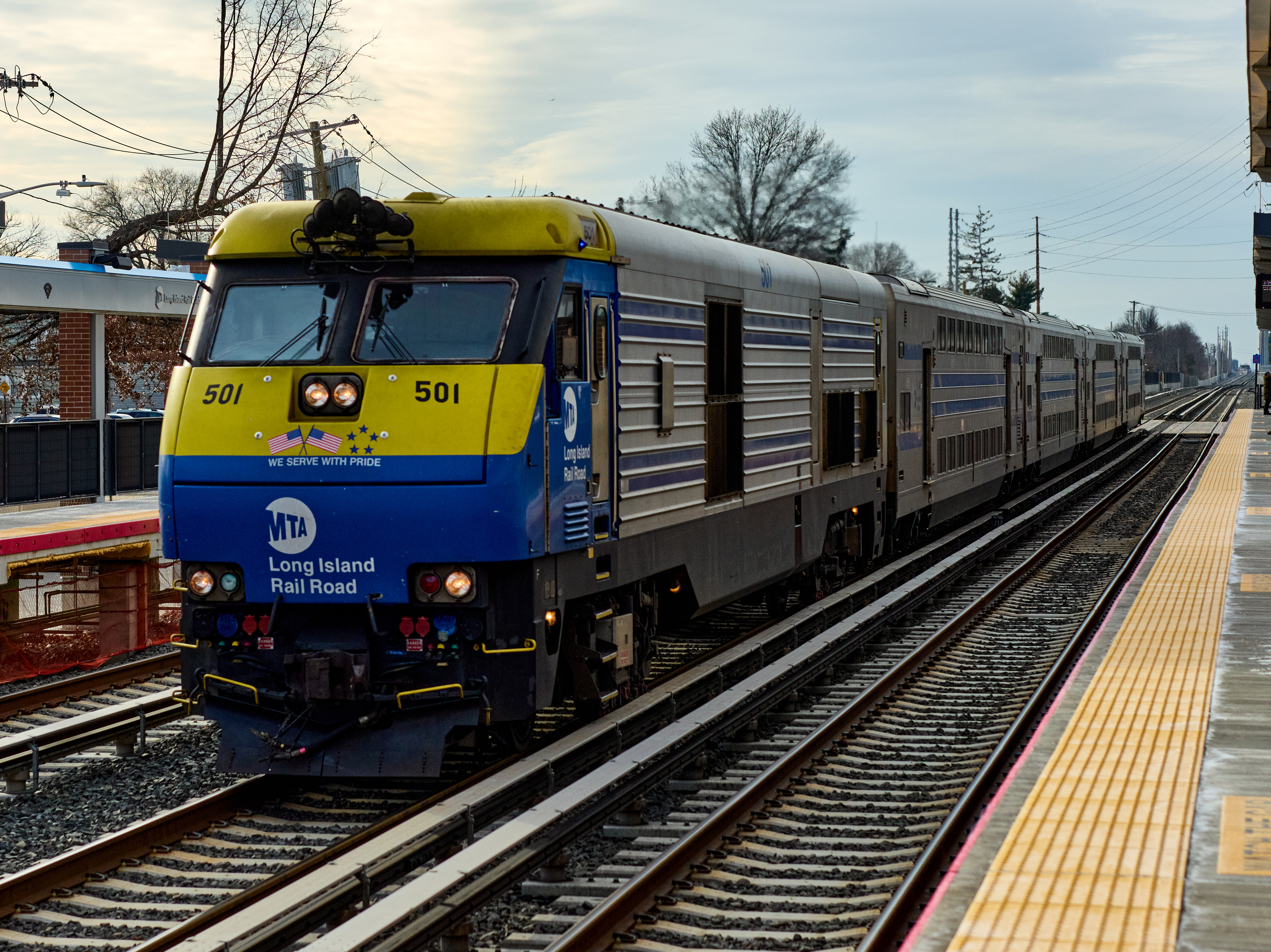
Zweikraftlok EMD DM30AC

## Zukunft

### Lower Manhattan–Jamaica/JFK Transportation Project
Während der Amtszeit Gouverneur George Patakis fanden nach den Anschlägen vom 11. September 2001 Überlegungen statt, die im Brooklyner Atlantic Terminal (bis 2010 als Bahnhof Flatbush Avenue bezeichnet) endende LIRR Atlantic Branch unter dem East River nach Manhattan zu verlängern. Auf verschiedenen vorgeschlagenen Wegen, ggf. unter Einbeziehung des AirTrain JFK, sollte eine schnelle Verbindung von Midtown Manhattan durch das neue World Trade Center Transportation Hub im beschädigten Lower Manhattan zum Flughafen John-F.-Kennedy geschaffen werden. Nach dem Ende der Amtszeit des Gouverneurs 2007 wurden diese Ideen nicht konkret weiter verfolgt.

### Mögliche Fusion
Unter dem MTA-Vorsitzenden Peter S. Kalikow wurden ab 2002 verschiedene Beteiligungen der MTA neu geordnet. Der Plan, die MTA-Tochterunternehmen Metro-North Railroad und Long Island Rail Road zur MTA Rail Road zu verschmelzen, wurde nicht umgesetzt. Seit 2022 gibt es eine gemeinsame Mobile App beider Unternehmen für Fahrplanauskunft und Ticketvertrieb.

### Weitere Elektrifizierung
Die Vorortzüge befahren insgesamt 160 Meilen nicht elektrifizierter Streckenabschnitte. Überlegt wurde, die LIRR Port Jefferson Branch vollständig, die LIRR Greenport Branch bis Riverhead und die LIRR Montauk Branch bis Patchogue oder Speonk zu elektrifizieren. Der MTA-Vorsitzende Janno Lieber teilte im Jahr 2023 mit, dass sich eine streckenseitige Elektrifizierung im Verhältnis zu den Fahrgastzahlen nicht lohnen würde. So sei dafür der Bau von Unterwerken auf teuer zu erwerbenden Privatgrundstücken erforderlich.
Auf der LIRR Oyster Bay Branch fand eine Felderprobung von drei M 7-Triebwagen statt, die die Firma Alstom zu Akkumulatortriebwagen umgebaut hatte. Die Zusammenarbeit wurde 2021 begonnen und 2022 beendet. Ein Umbau weiterer vorhandener Fahrzeuge wurde ausgeschlossen und auf zukünftige Neubeschaffungen verwiesen.